# Cancabchén Casares
Cancabchén Casares es una hacienda abandonada del municipio de Mérida en el estado de Yucatán localizado en el sureste de México. Dicha hacienda tuvo su máximo esplendor durante el auge henequenero a finales del siglo XIX y principios del XX.

## Toponimia
El nombre (Cancabchén Casares) proviene de Kankabchén que en idioma maya significa "pozo de tierra roja" y Casares es un apellido español.

## Localización
Cancabchén Casares se encuentra al oriente de la autopista que conduce de Mérida a Motul entre las poblaciones de Cholul y Sitpach.

## Infraestructura
Entre la infraestructura con la que contaba y actualmente en ruinas:
- Una casa principal.
- Una capilla.
- Una chimenea.
- Una casa de máquinas.
- Una construcción sobre un cerro.
- Unas construcciones menores.

## Otros puntos de importancia
Existen yacimientos arqueológicos cerca de la hacienda, llamados Oxmul, Polok Ceh, Cuzam, Chan Much, Nichak, Tzakan y Chankiuik, los cuales contienen importante cantidad de entierros y ofrendas. Estos lugares datan del período Preclásico Terminal. (400 a. C. - 200 d. C.).

## Demografía
En 1900 según el INEGI, la población de la localidad era de 103 habitantes, de los cuales 58 eran hombres y 45 eran mujeres.
| 103                         |
| (Fuente: INEGI [Consultar]) |

## Galería

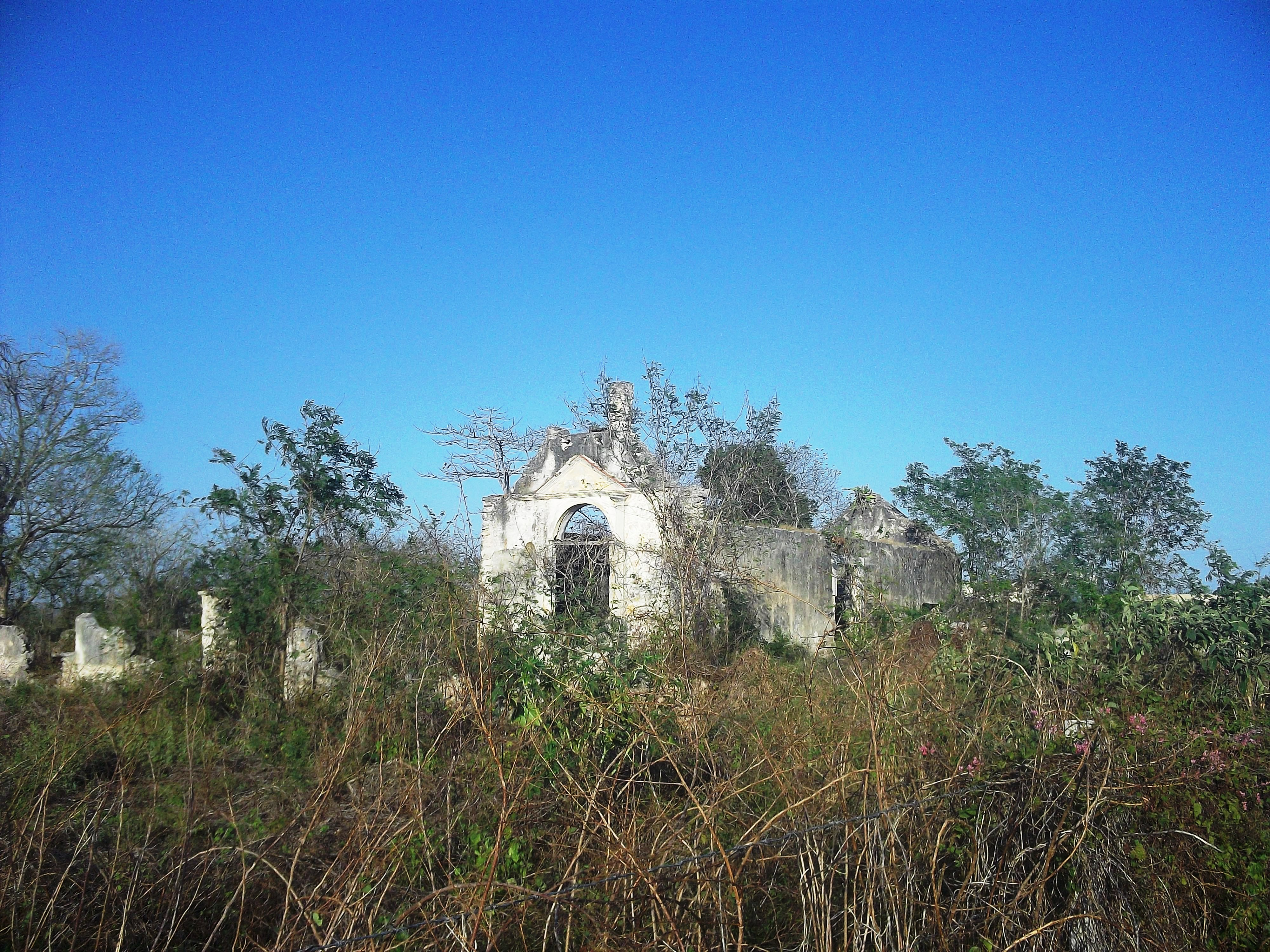
Vista de la hacienda Cancabchén Casares.
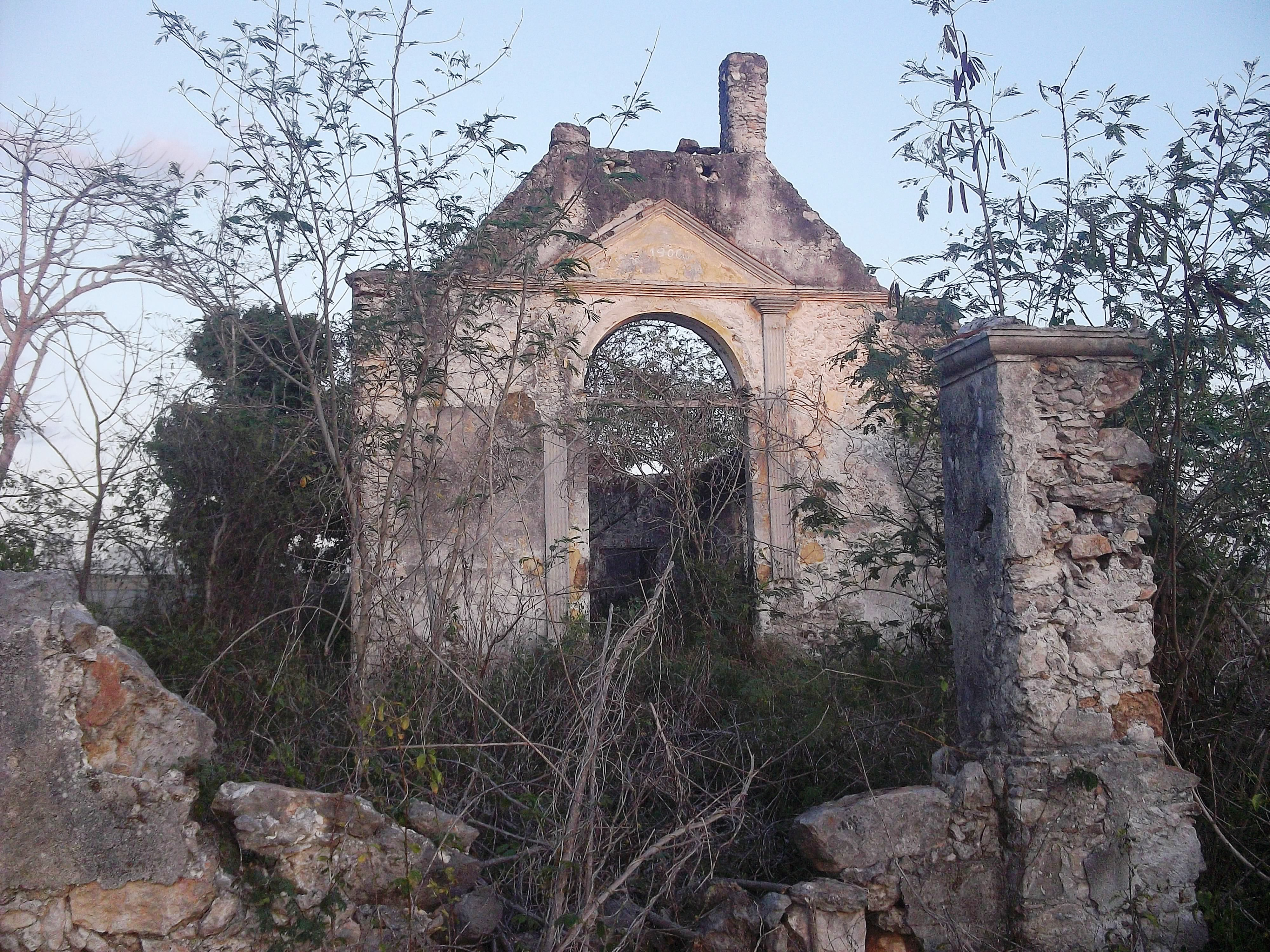
Vista de la hacienda Cancabchén Casares.
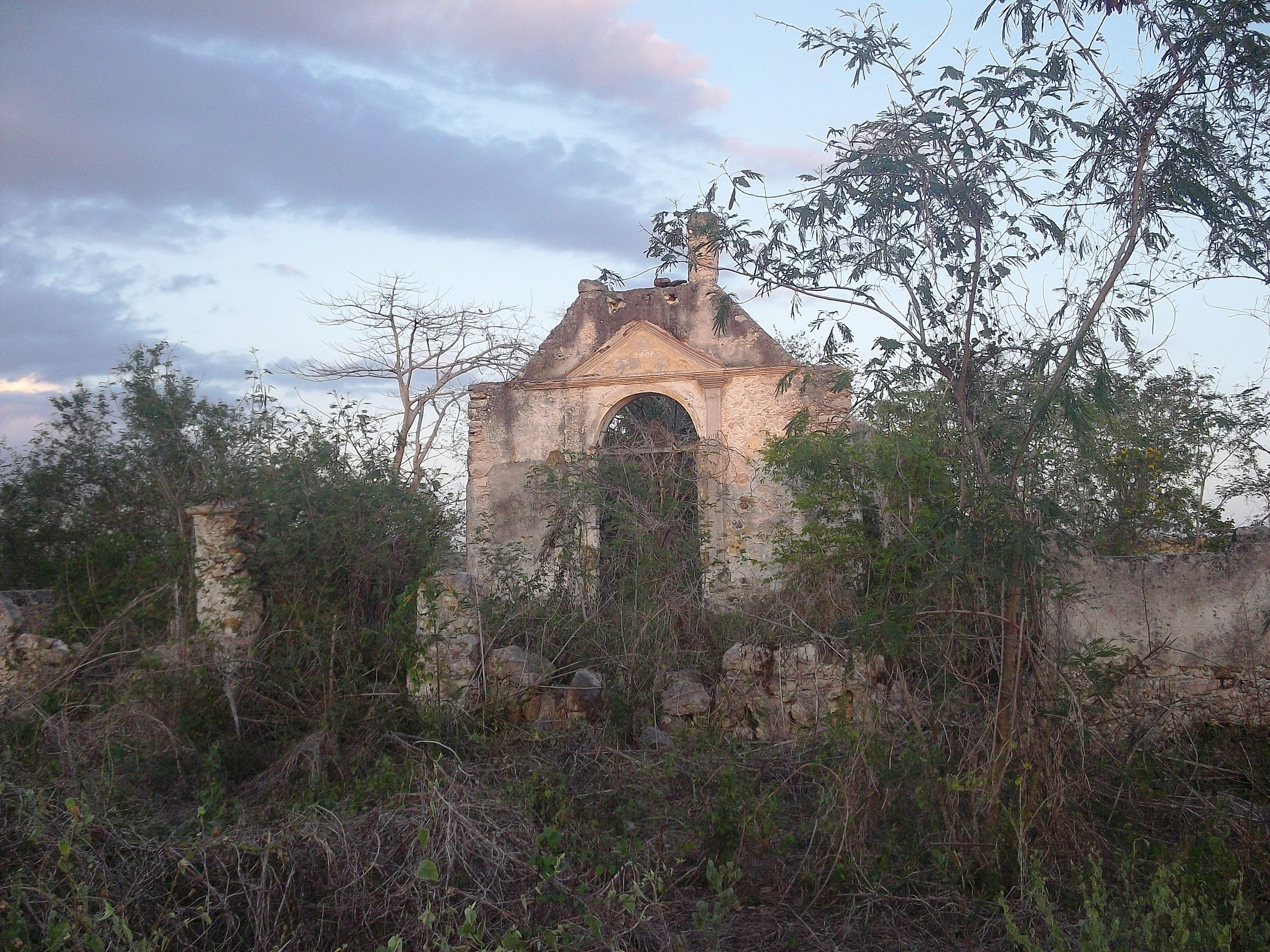
Vista de la hacienda Cancabchén Casares.
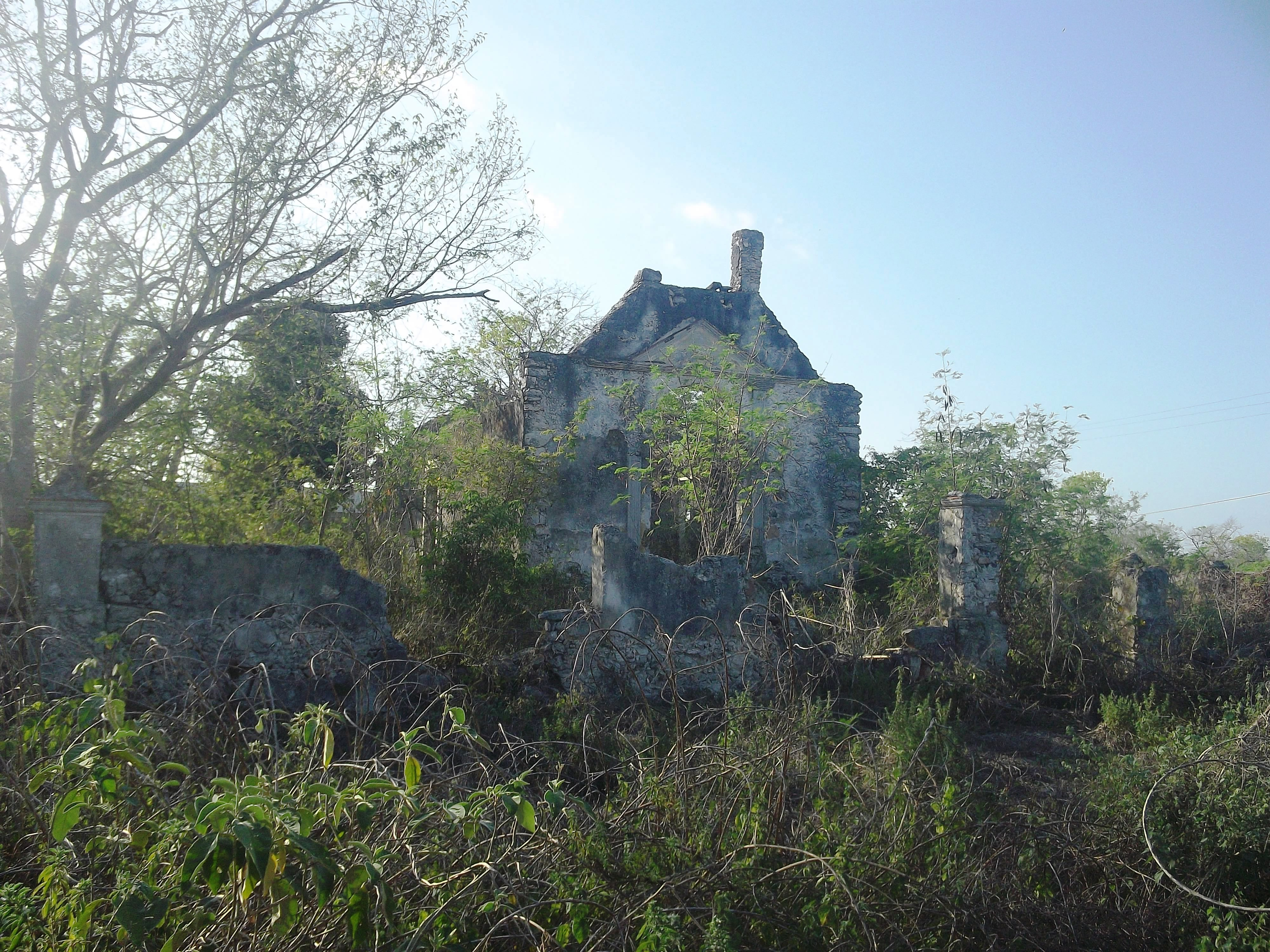
Vista de la hacienda Cancabchén Casares.
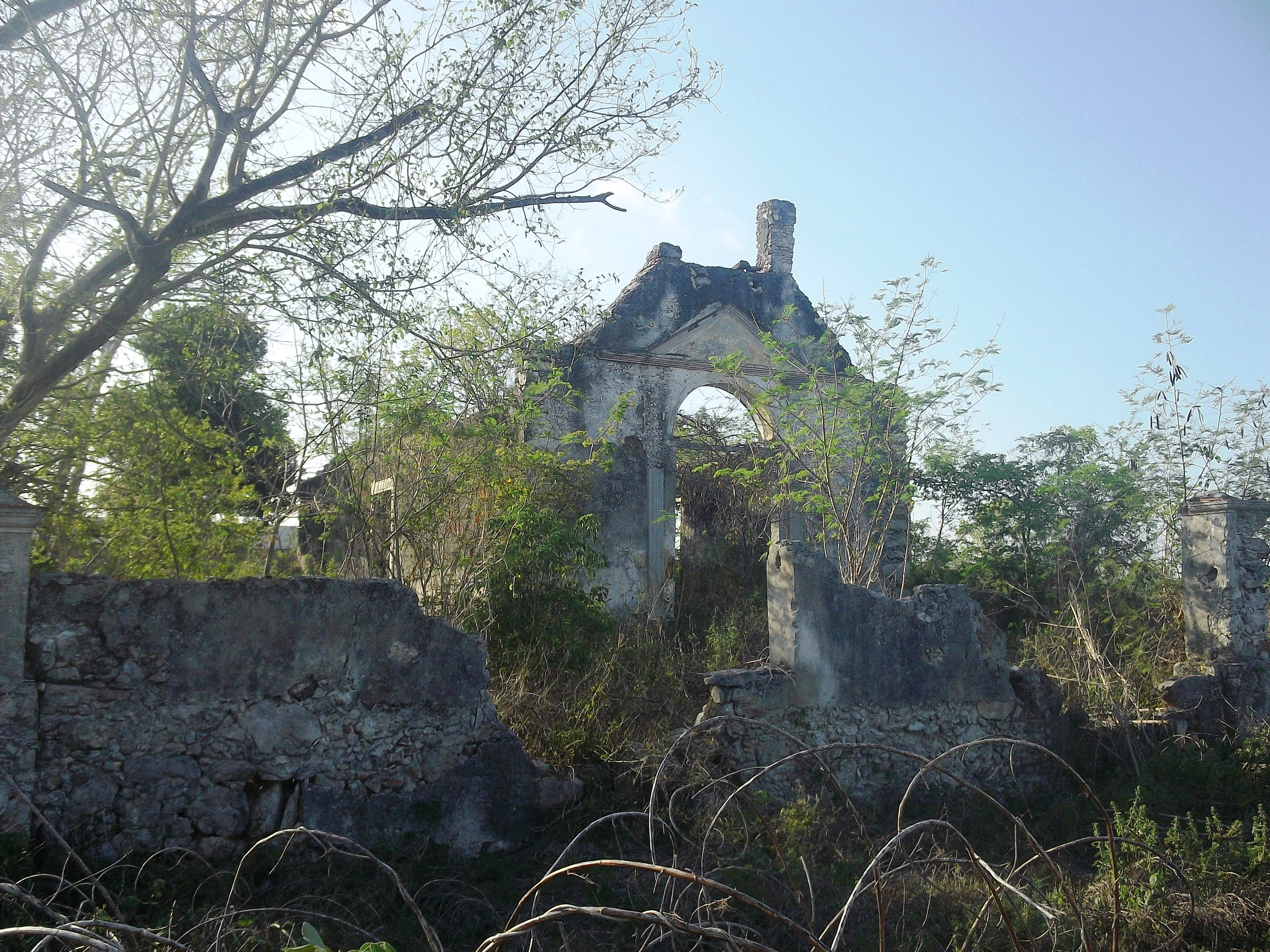
Vista de la hacienda Cancabchén Casares.
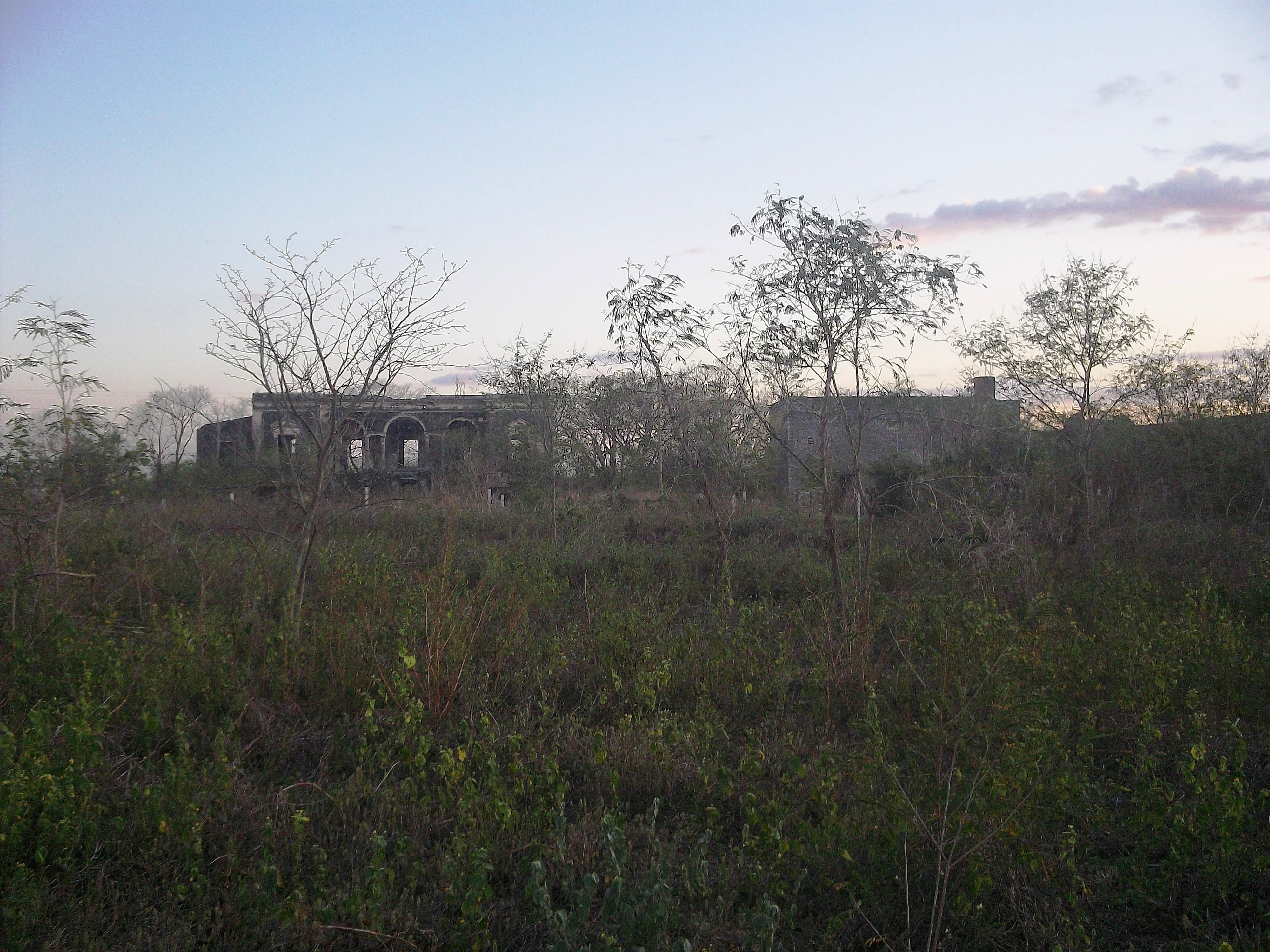
Vista de la hacienda Cancabchén Casares.
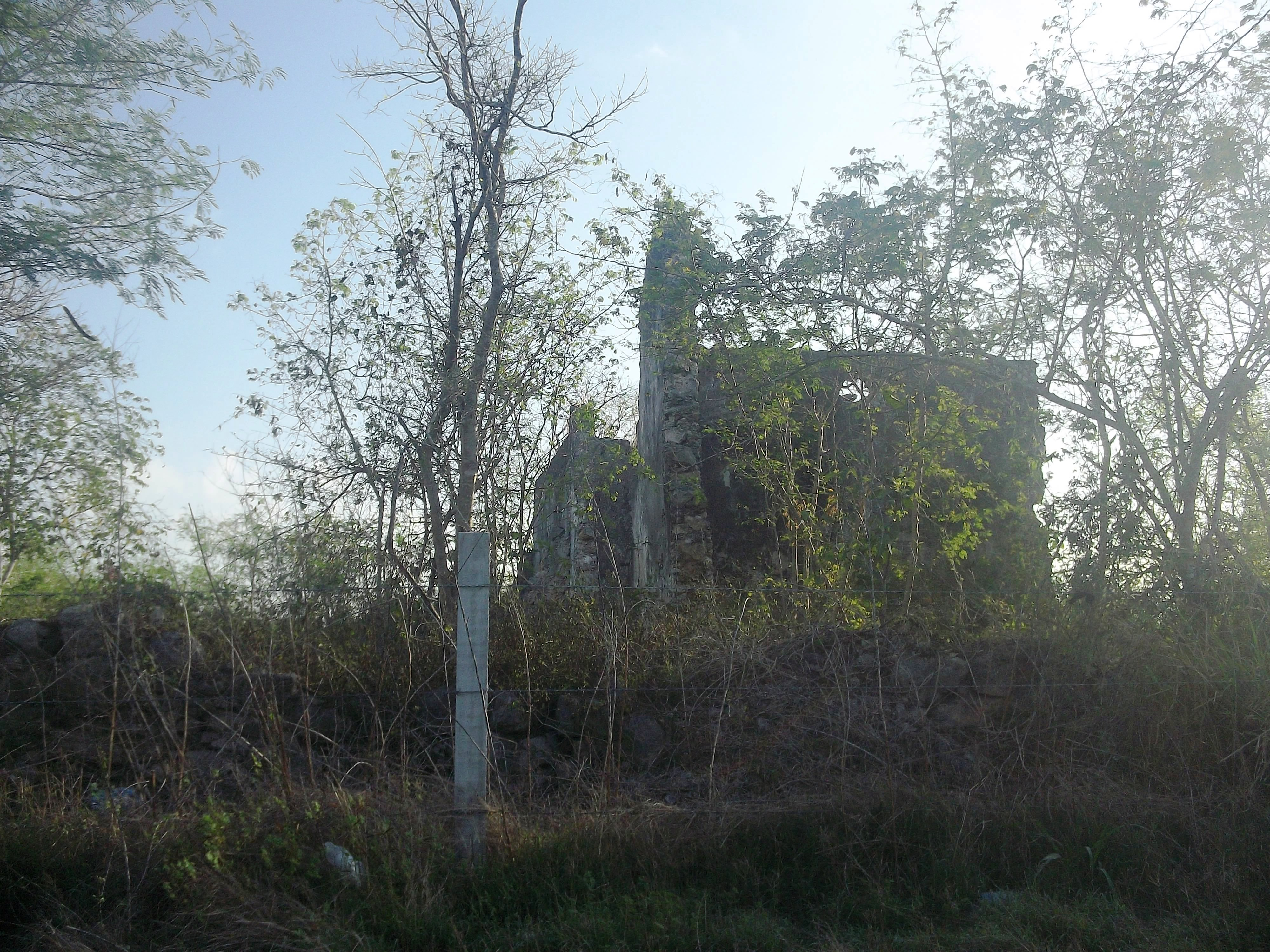
Vista de la hacienda Cancabchén Casares.
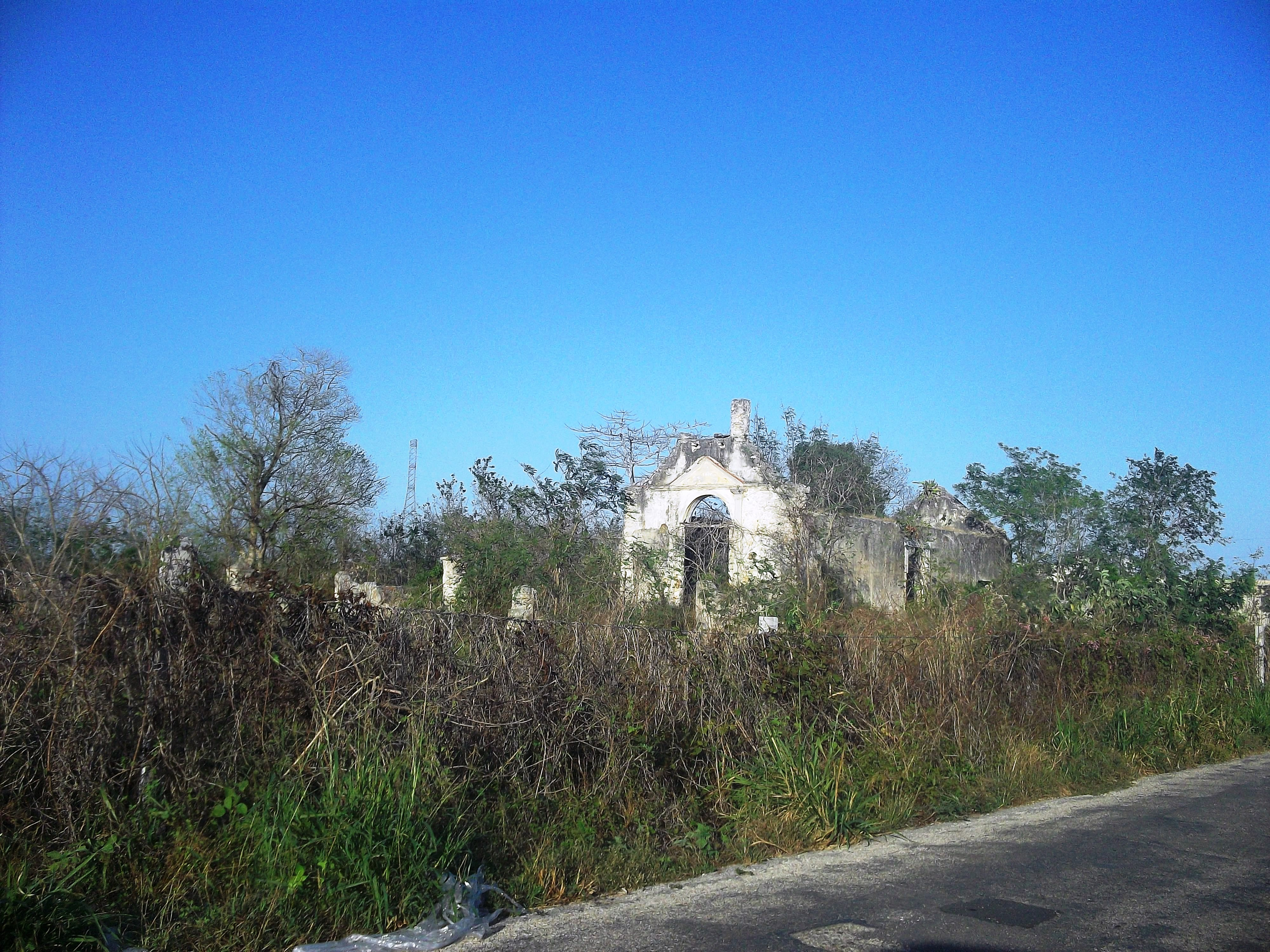
Vista de la hacienda Cancabchén Casares.
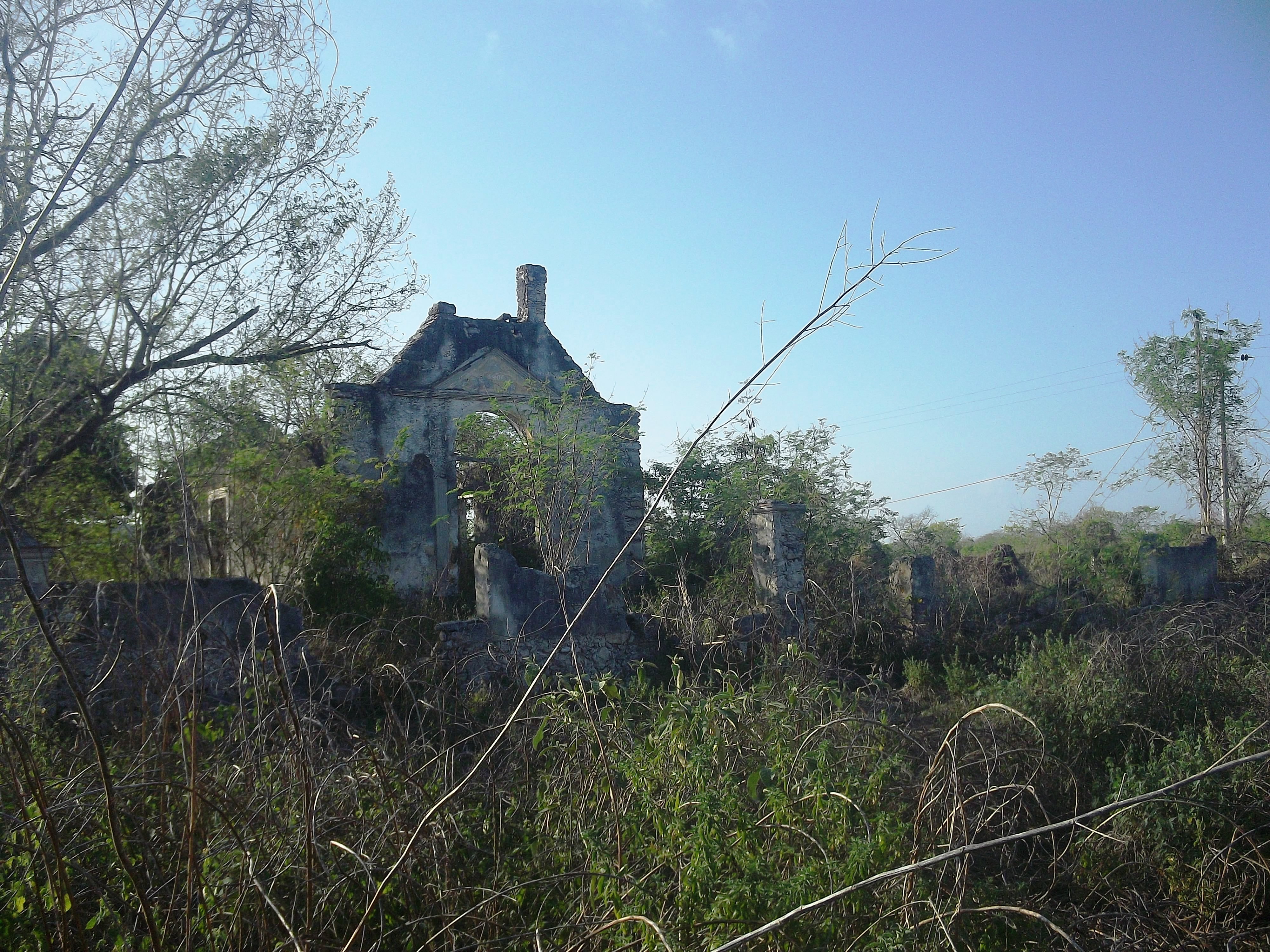
Vista de la hacienda Cancabchén Casares.
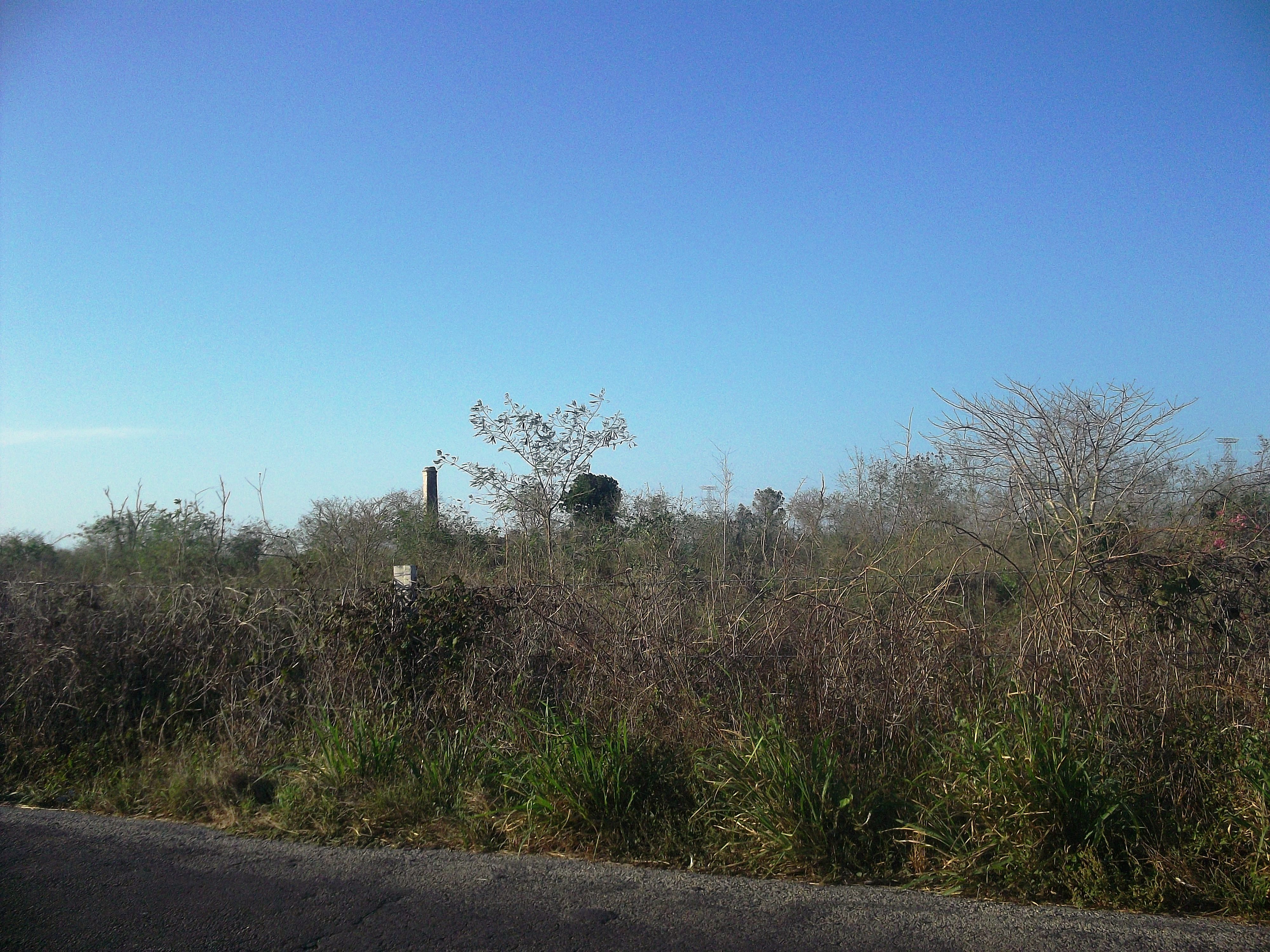
Vista de la hacienda Cancabchén Casares.
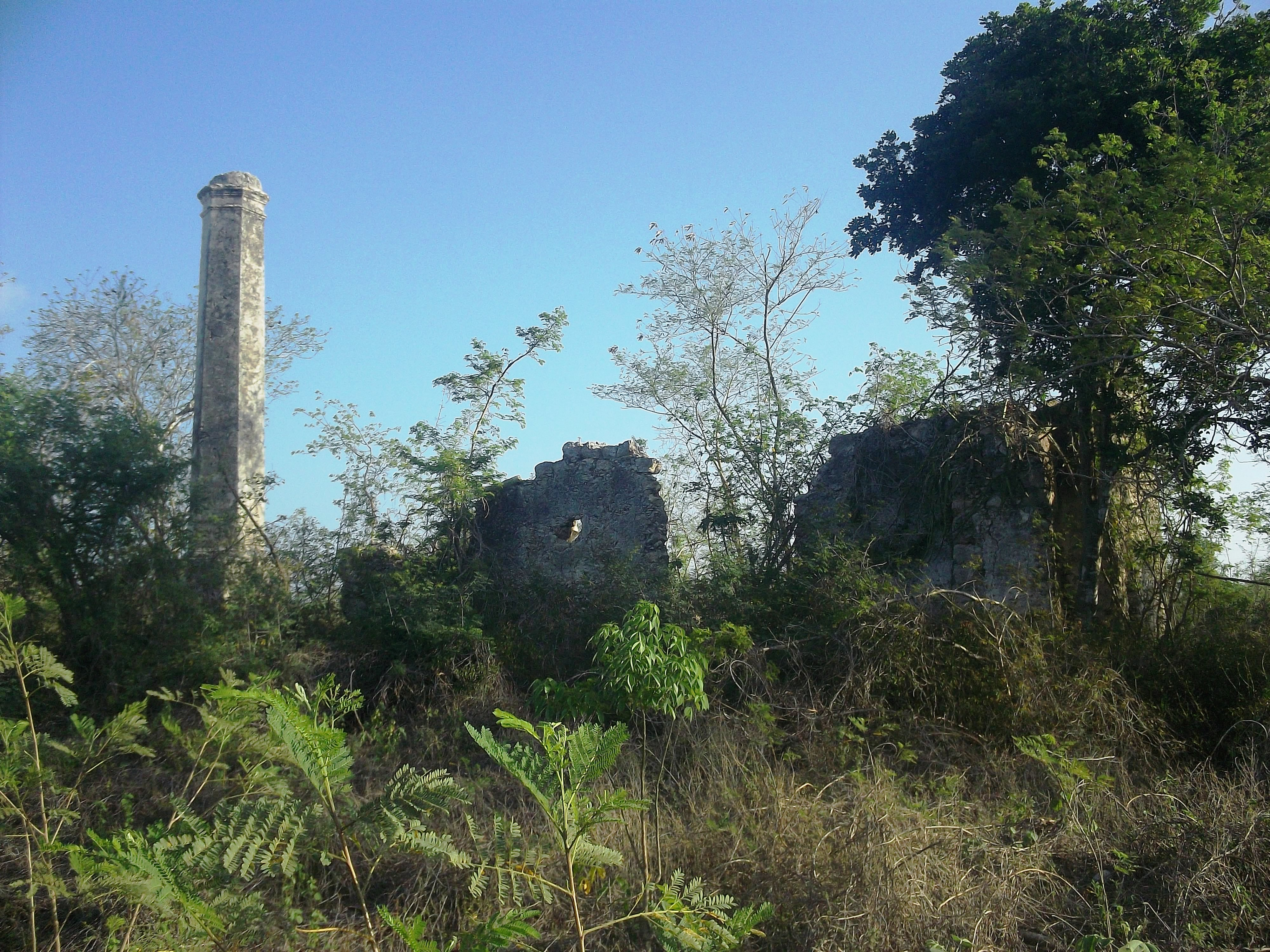
Vista de la hacienda Cancabchén Casares.
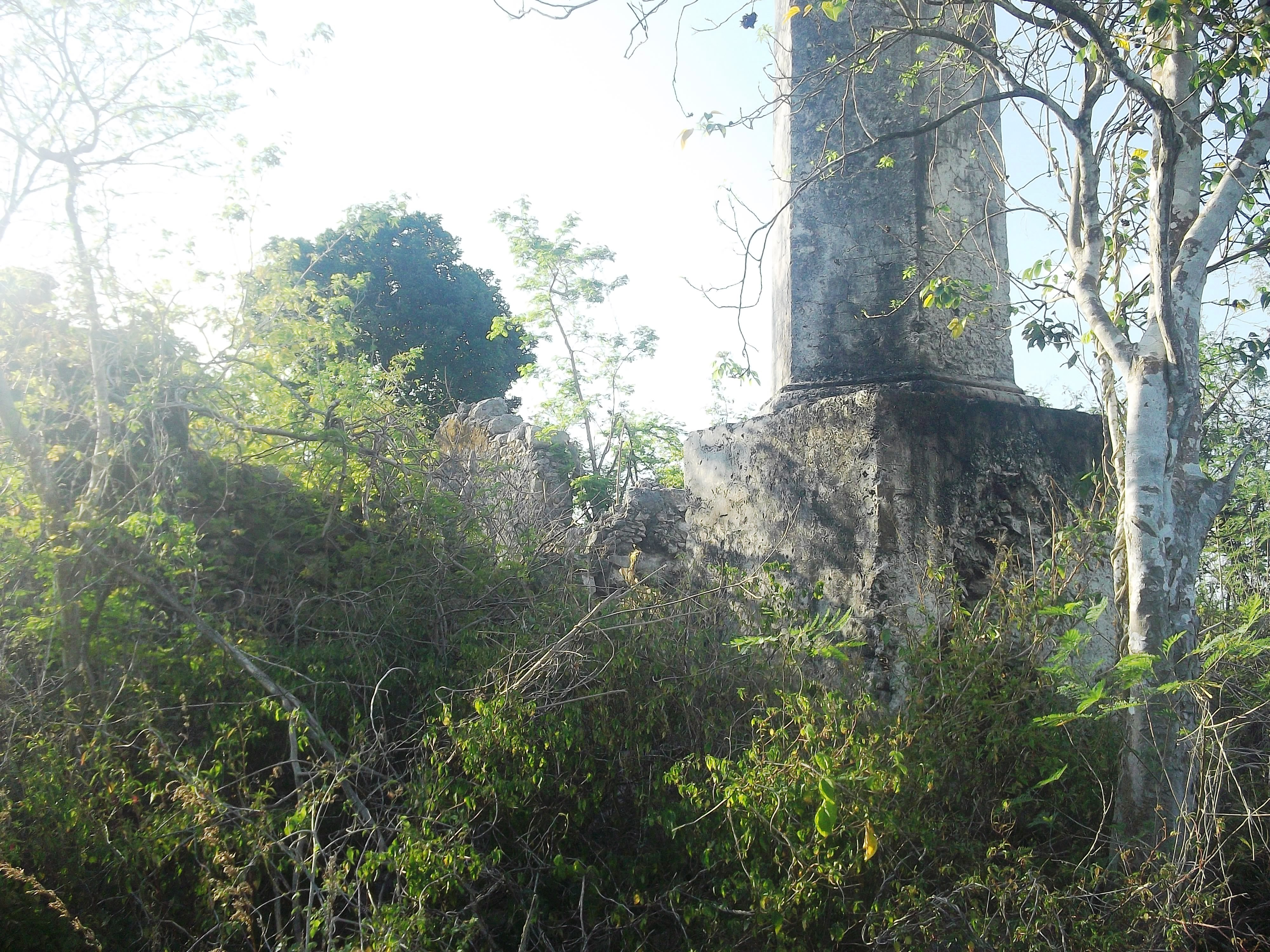
Vista de la hacienda Cancabchén Casares.
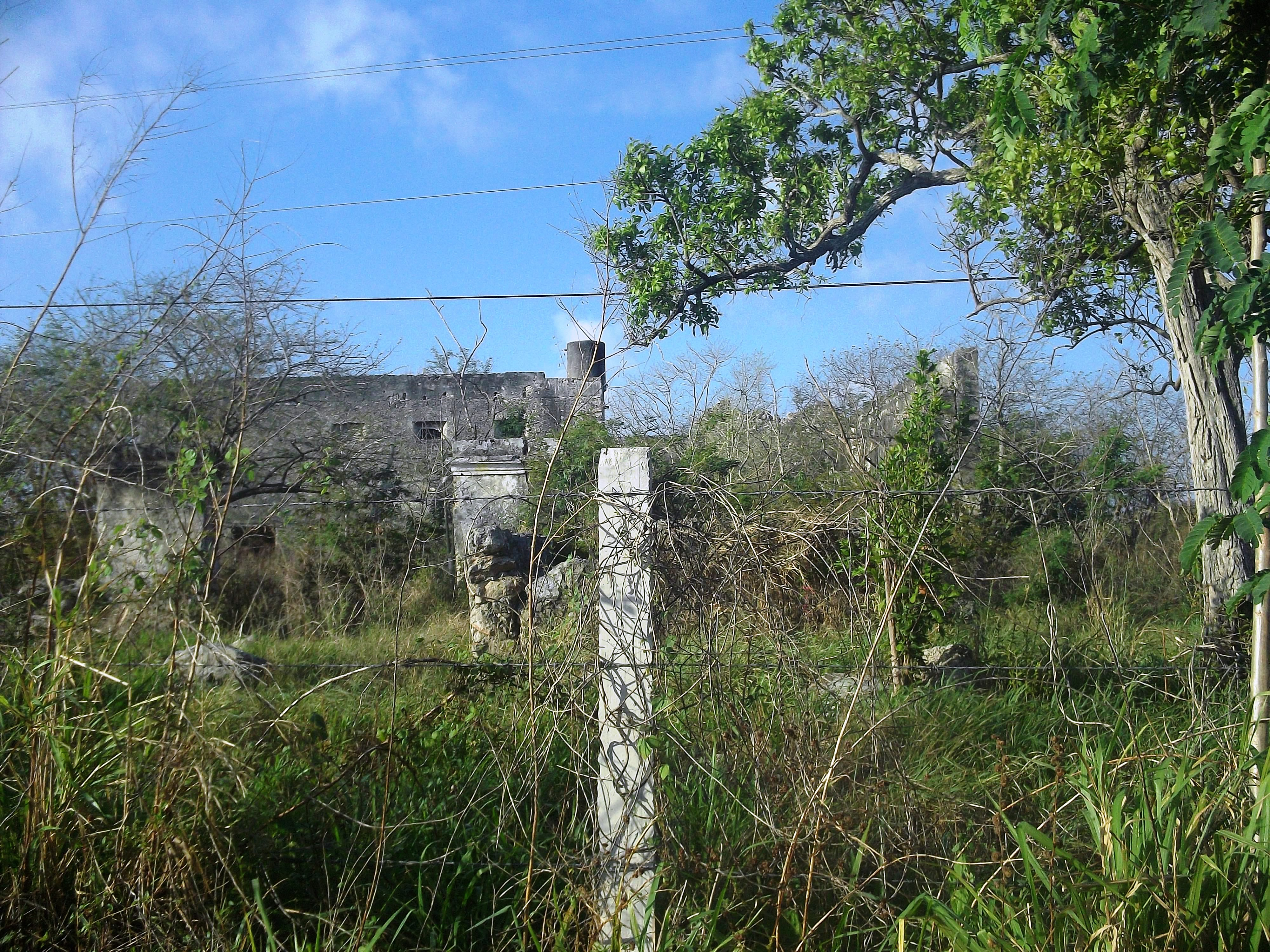
Vista de la hacienda Cancabchén Casares.
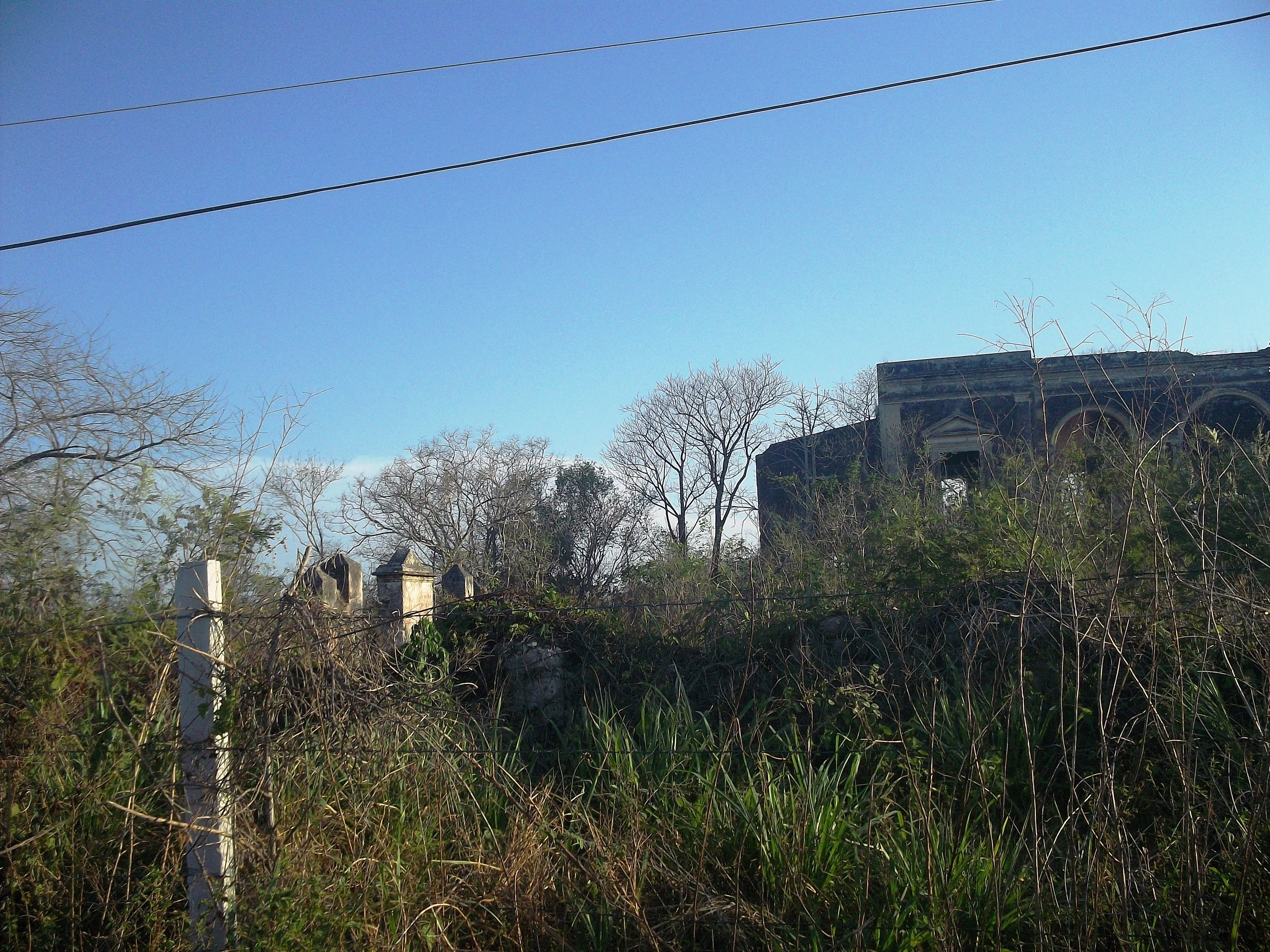
Vista de la hacienda Cancabchén Casares.
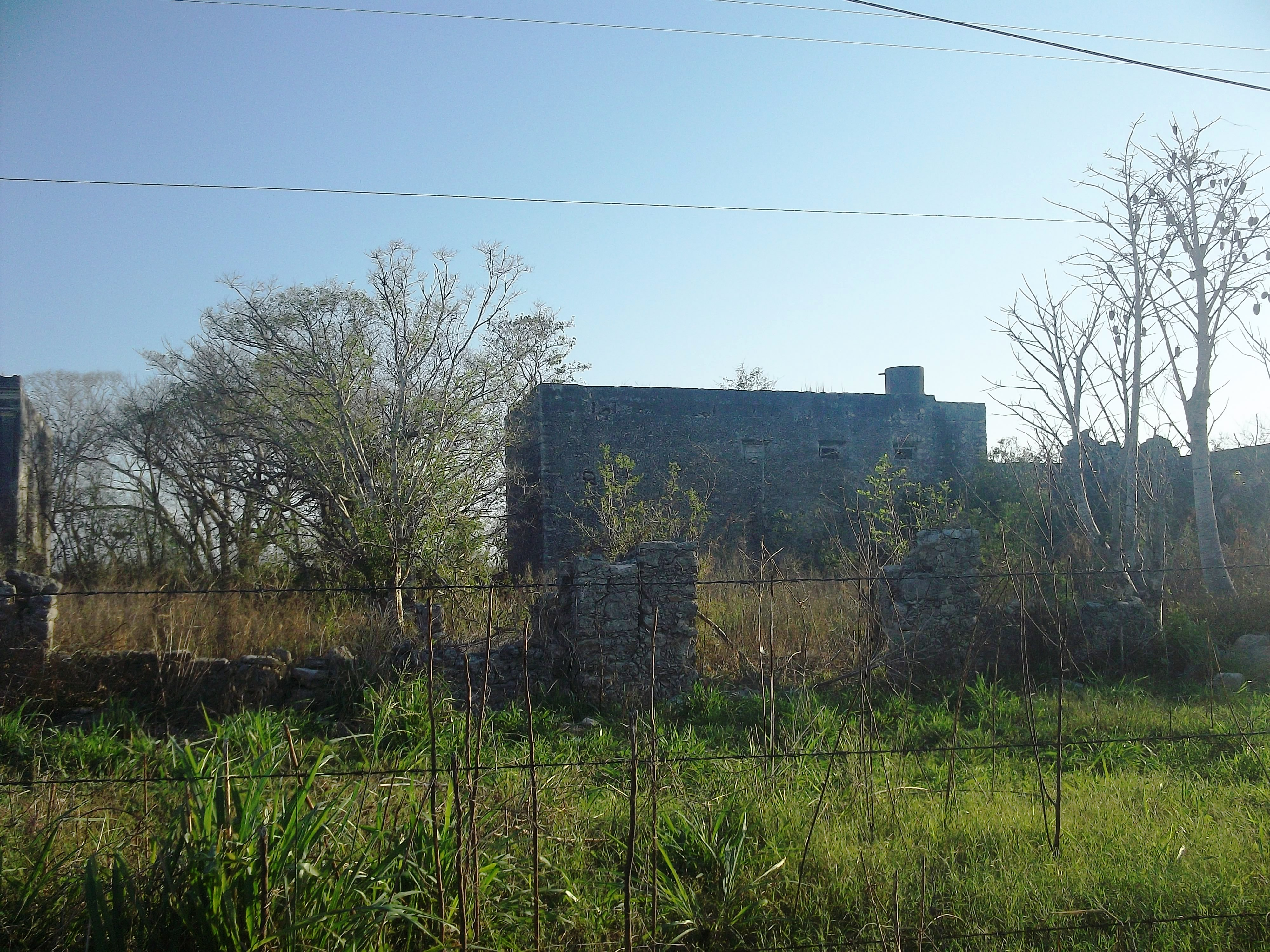
Vista de la hacienda Cancabchén Casares.
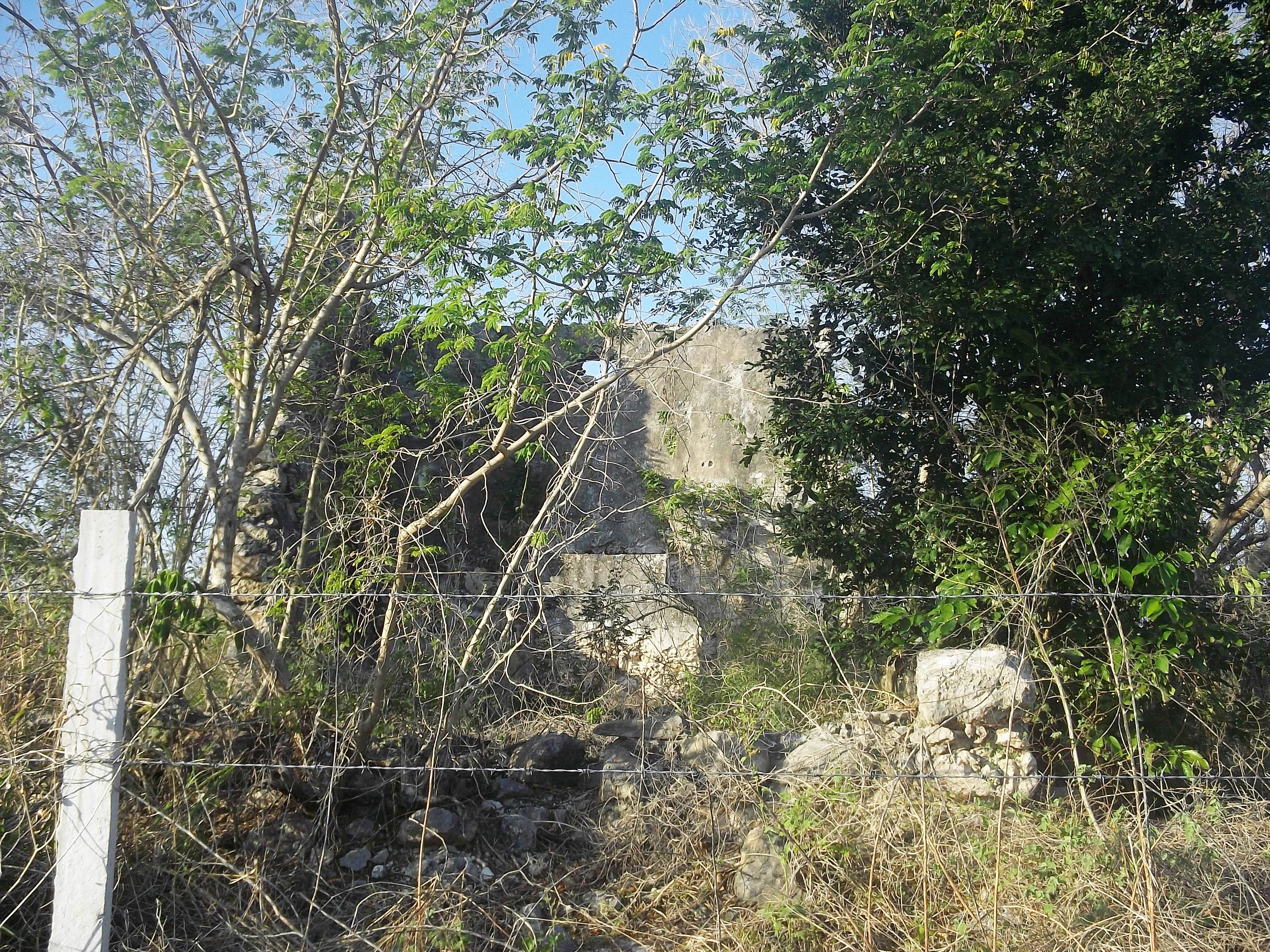
Vista de la hacienda Cancabchén Casares.
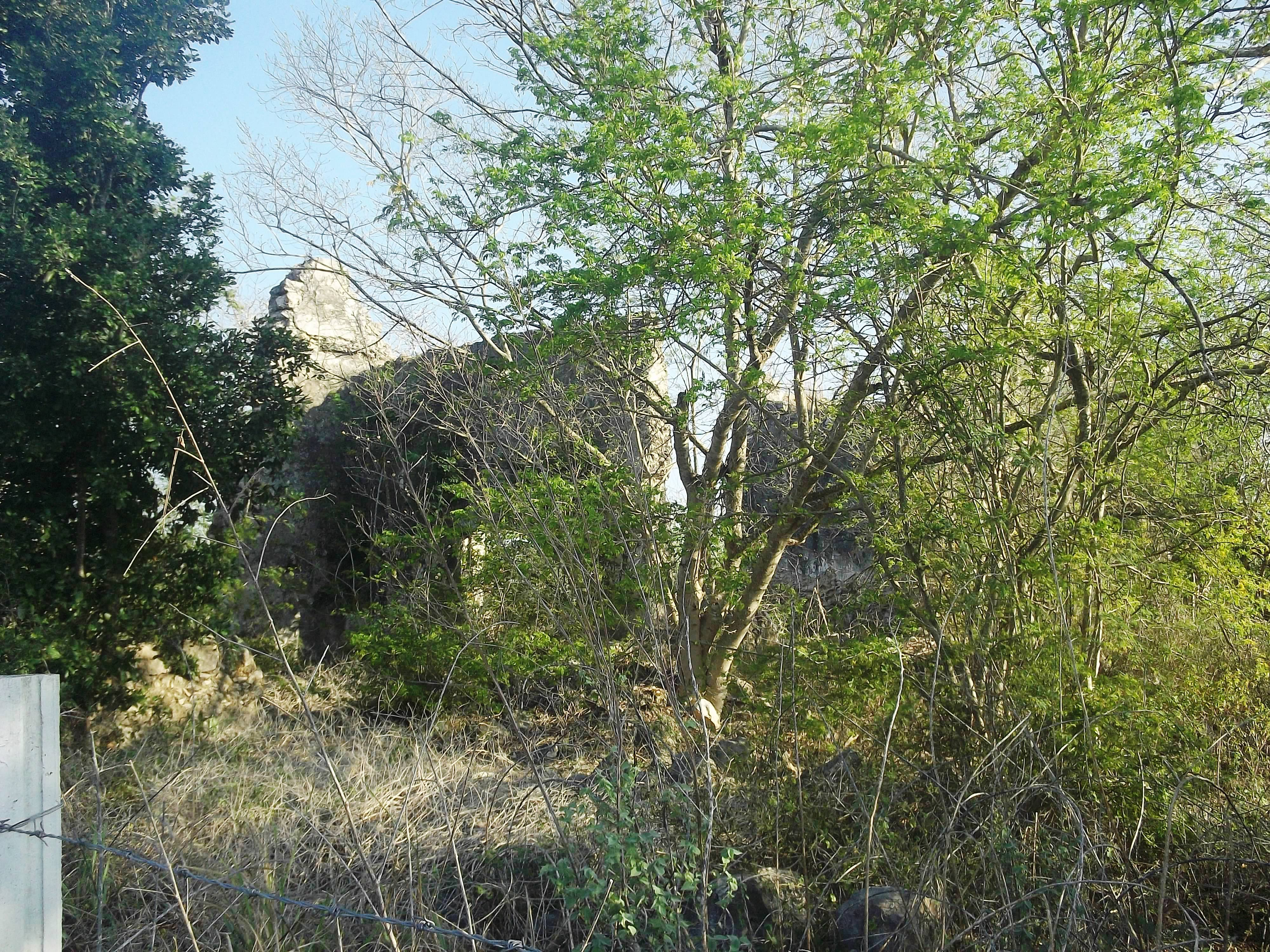
Vista de la hacienda Cancabchén Casares.
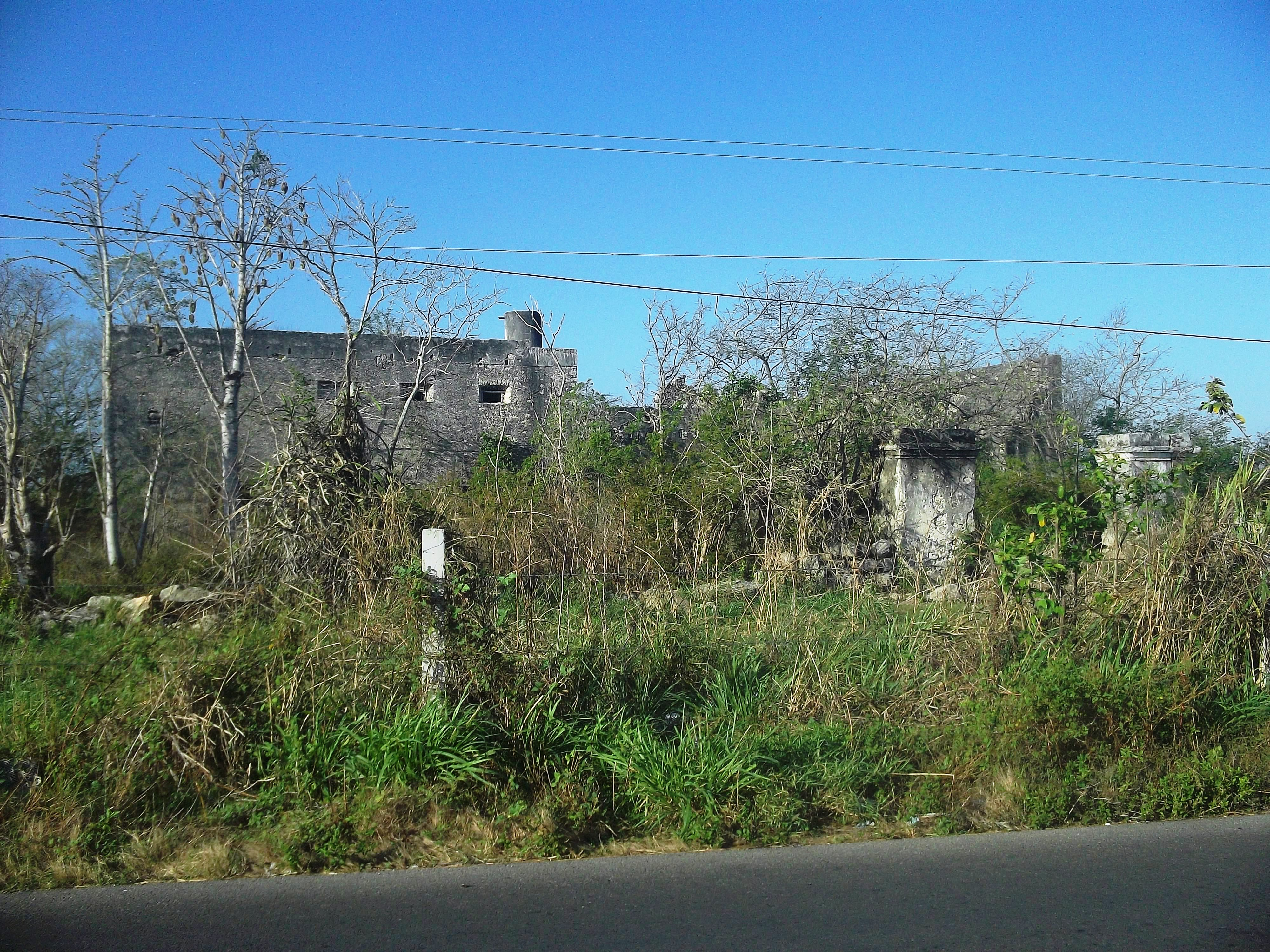
Vista de la hacienda Cancabchén Casares.
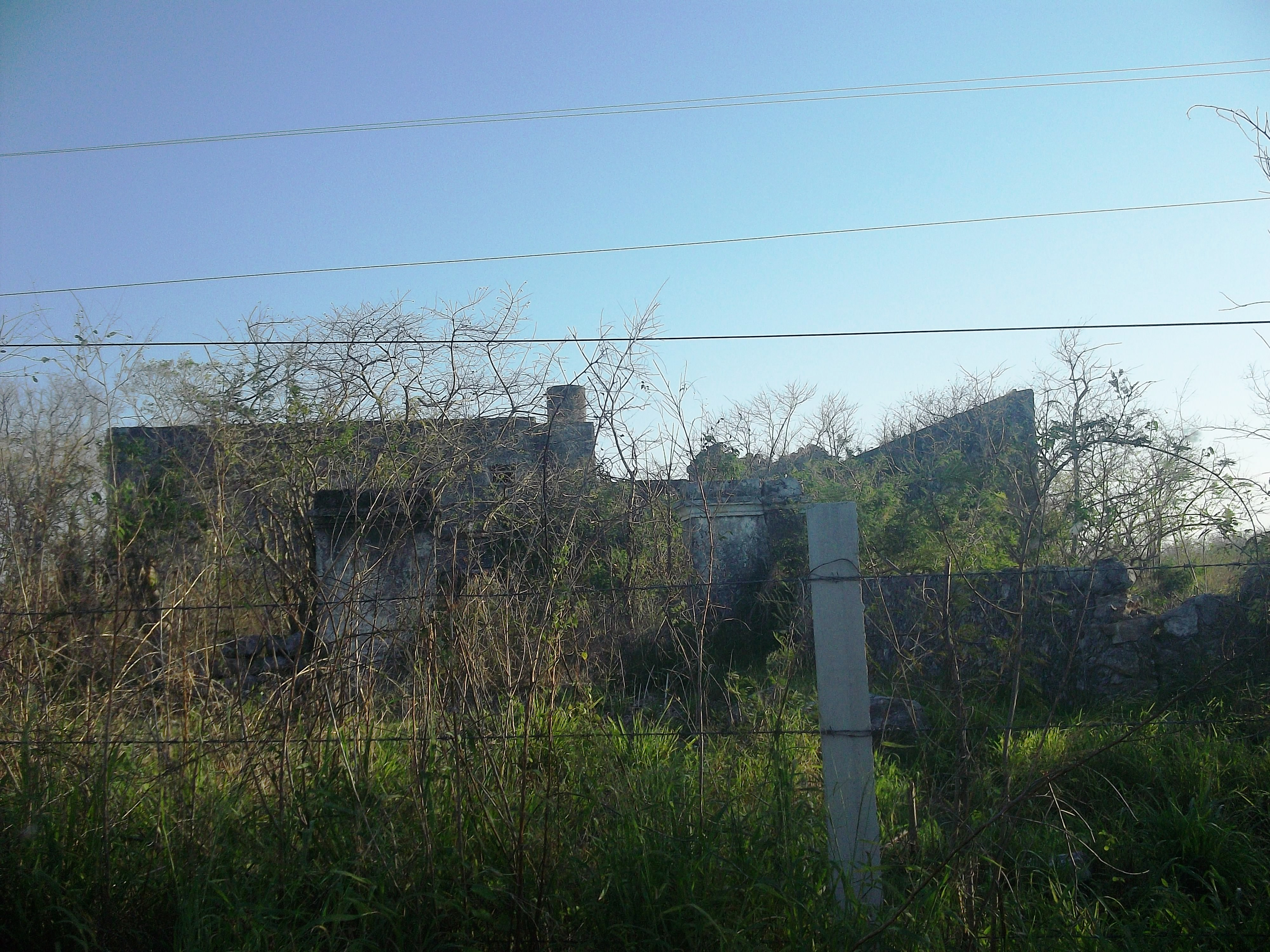
Vista de la hacienda Cancabchén Casares.
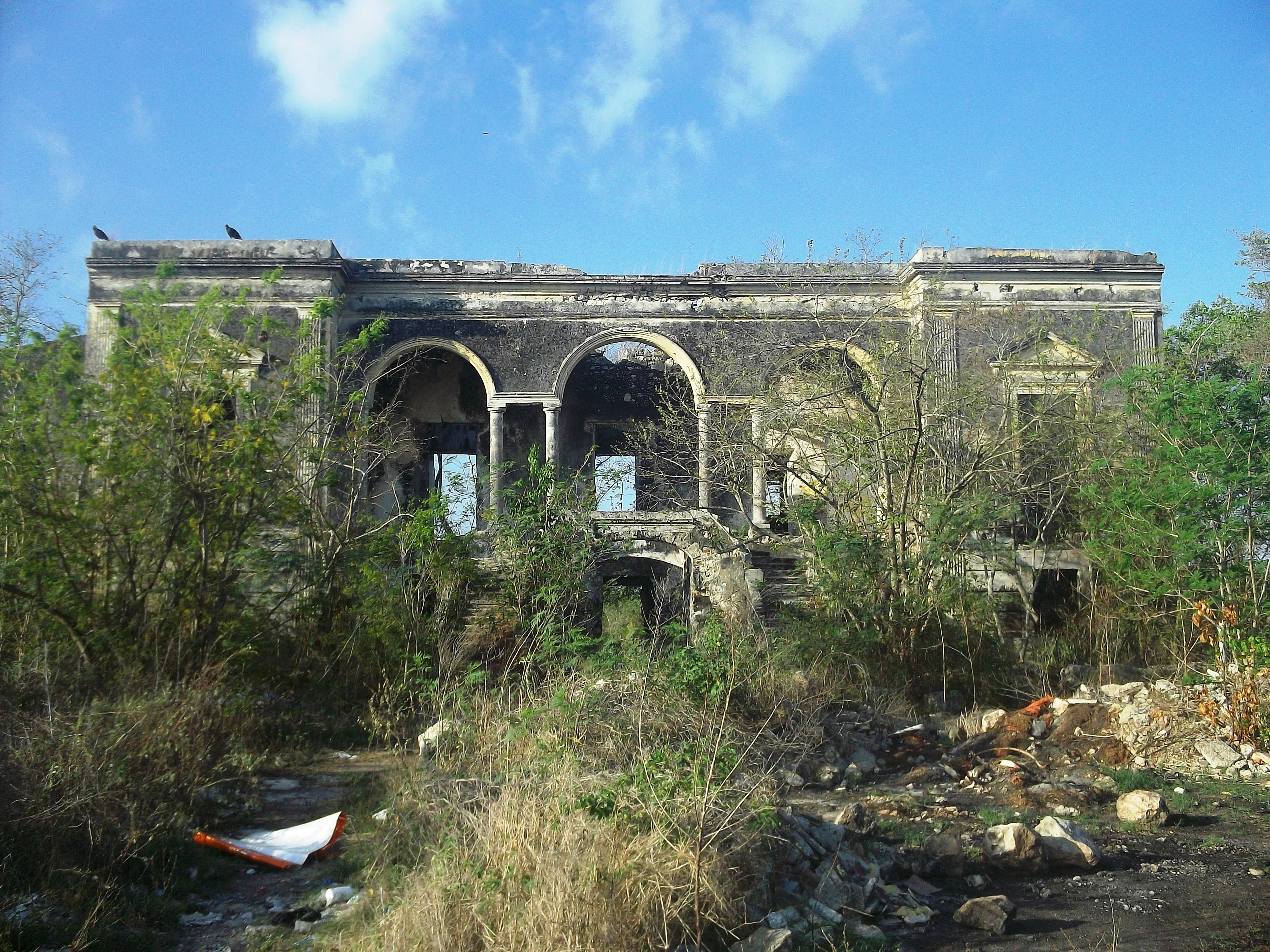
Vista de la hacienda Cancabchén Casares.
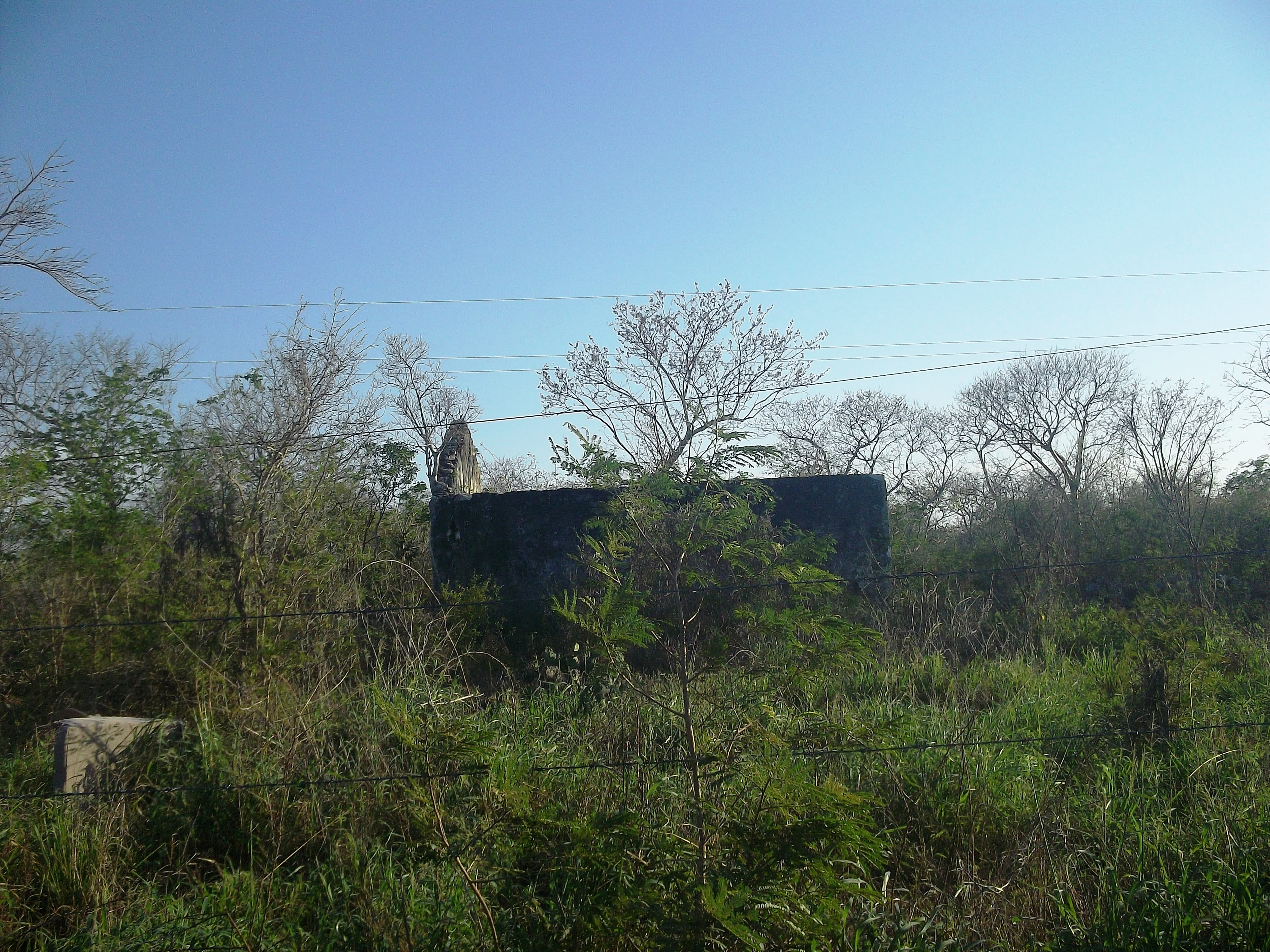
Vista de la hacienda Cancabchén Casares.
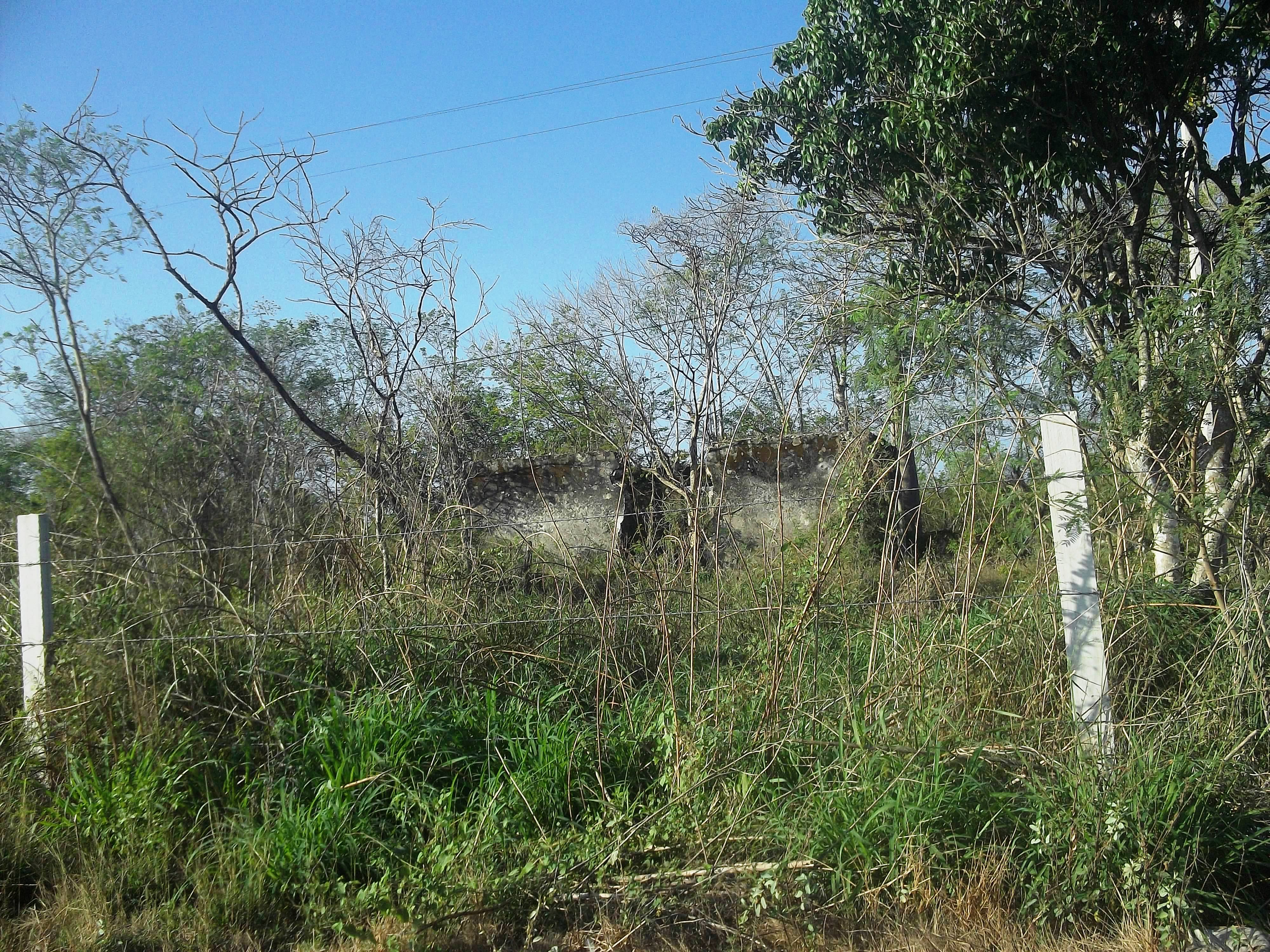
Vista de la hacienda Cancabchén Casares.
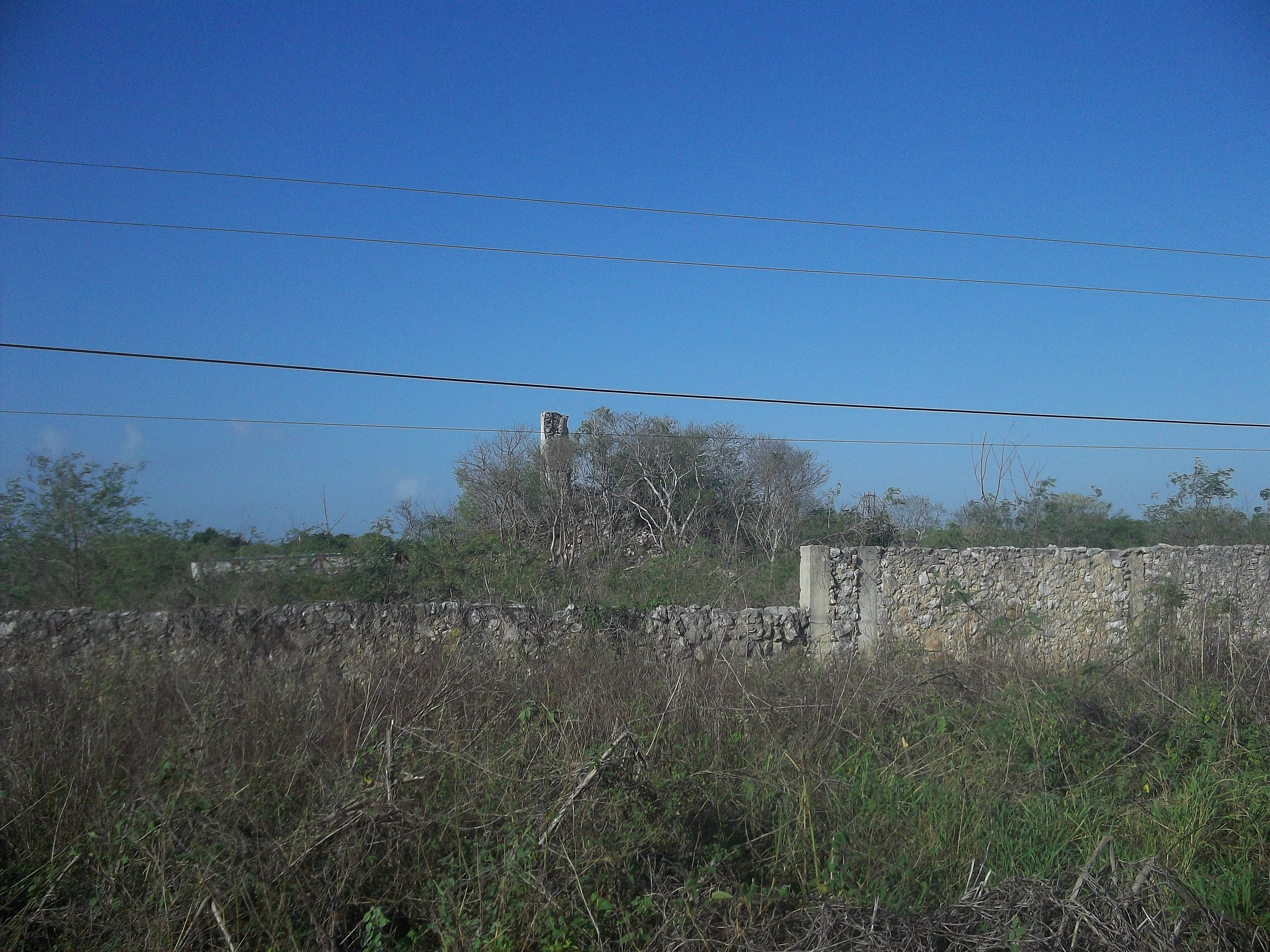
Vista de la hacienda Cancabchén Casares.
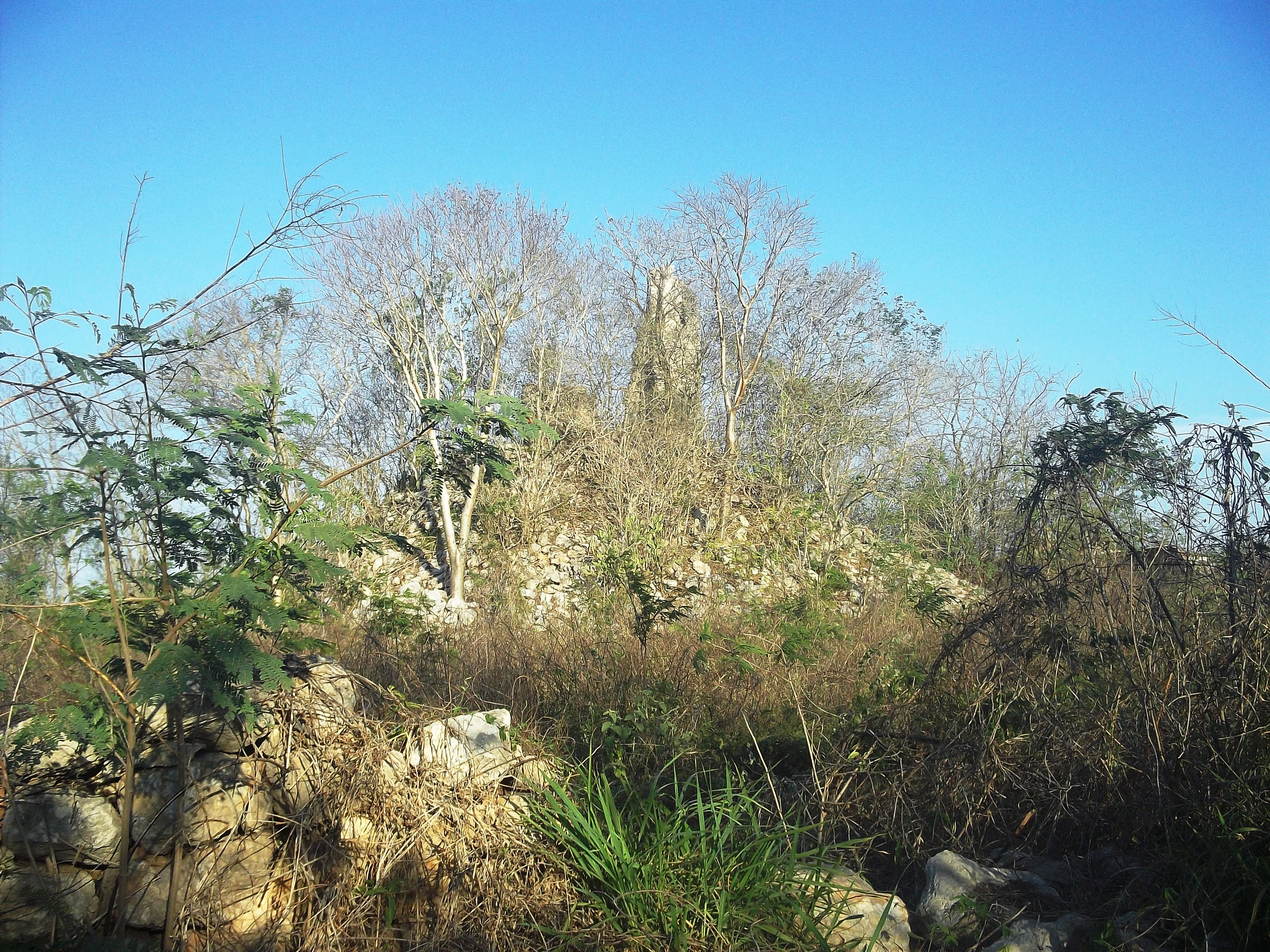
Vista de la hacienda Cancabchén Casares.
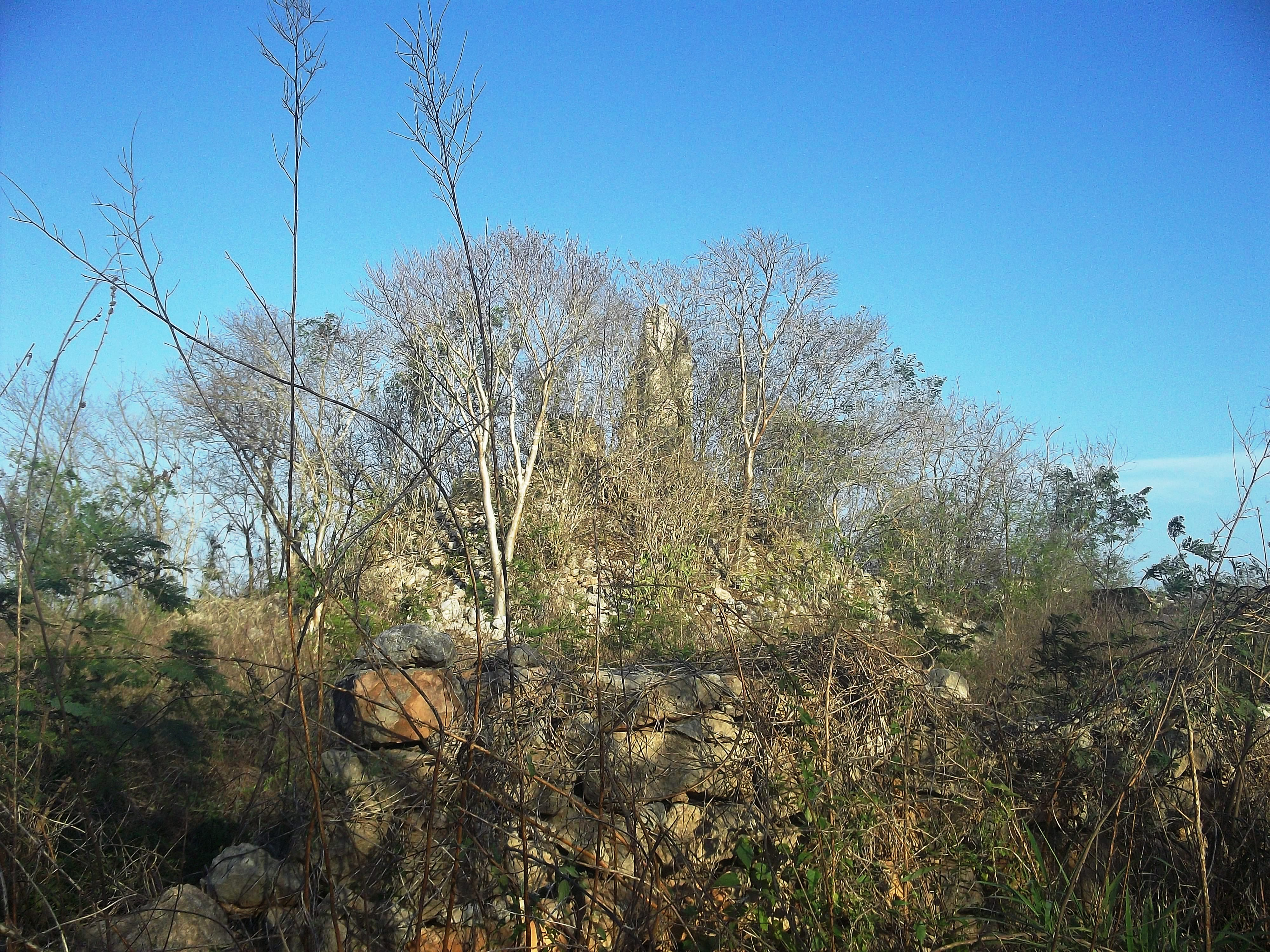
Vista de la hacienda Cancabchén Casares.
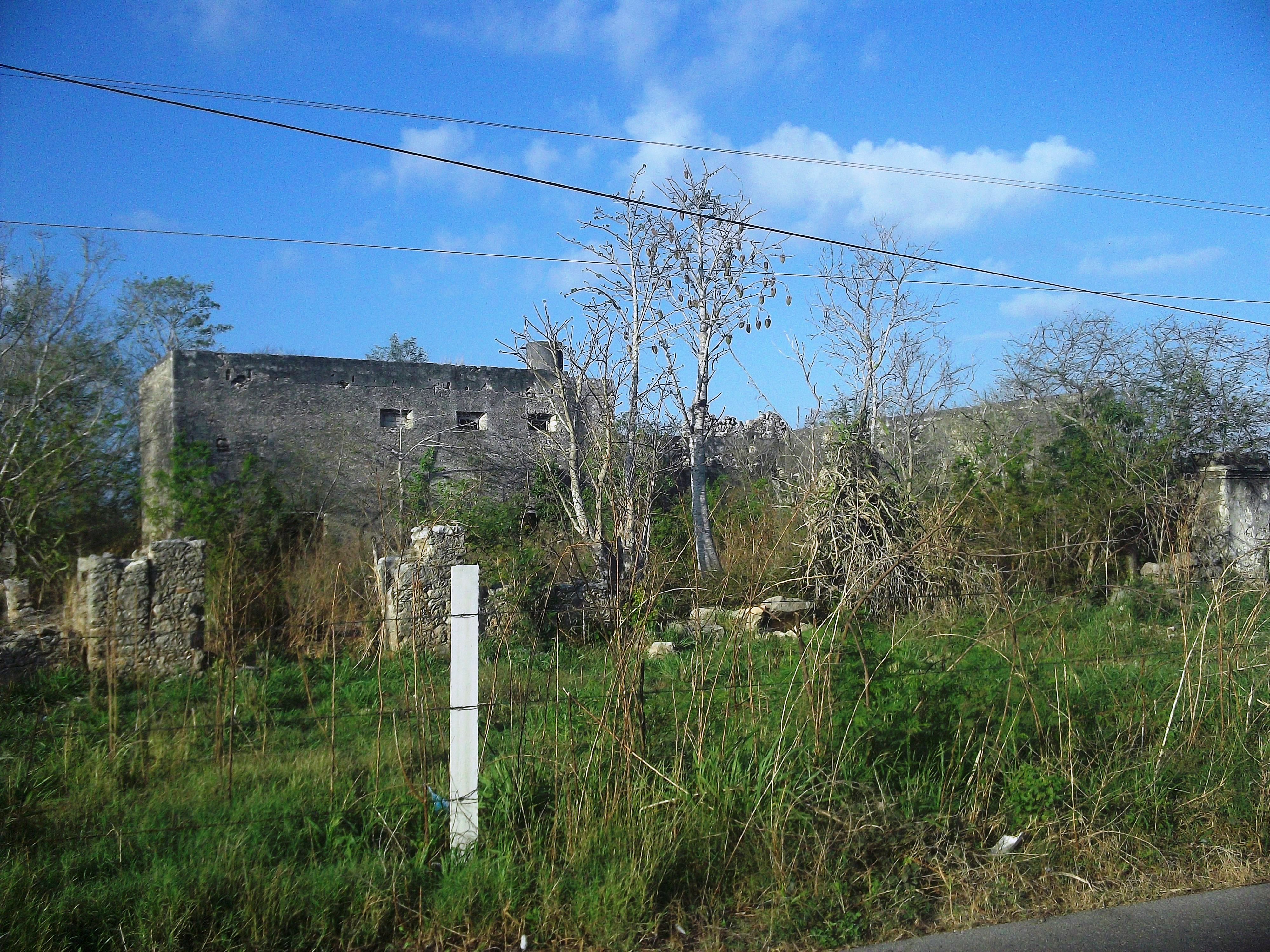
Vista de la hacienda Cancabchén Casares.
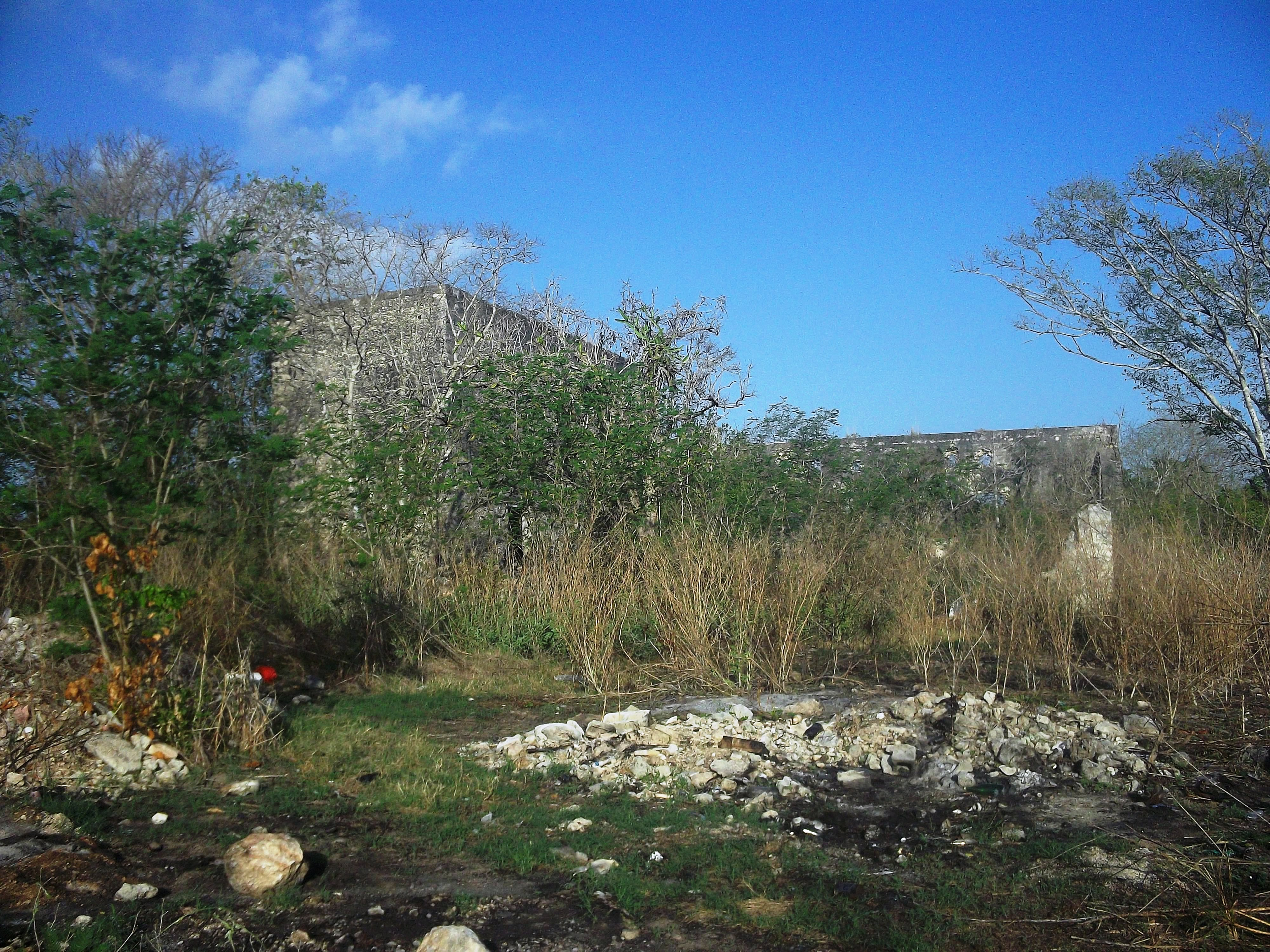
Vista de la hacienda Cancabchén Casares.
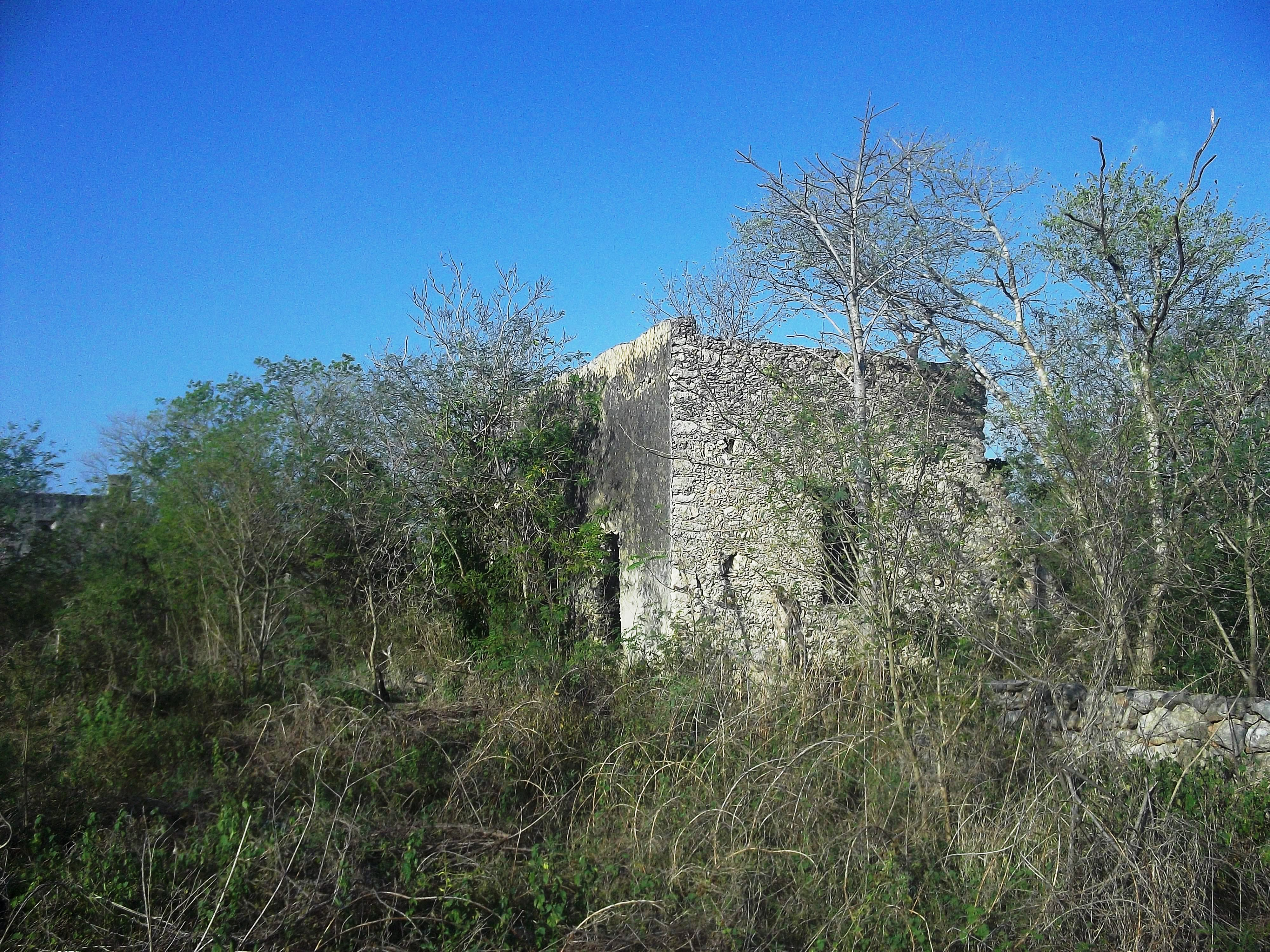
Vista de la hacienda Cancabchén Casares.
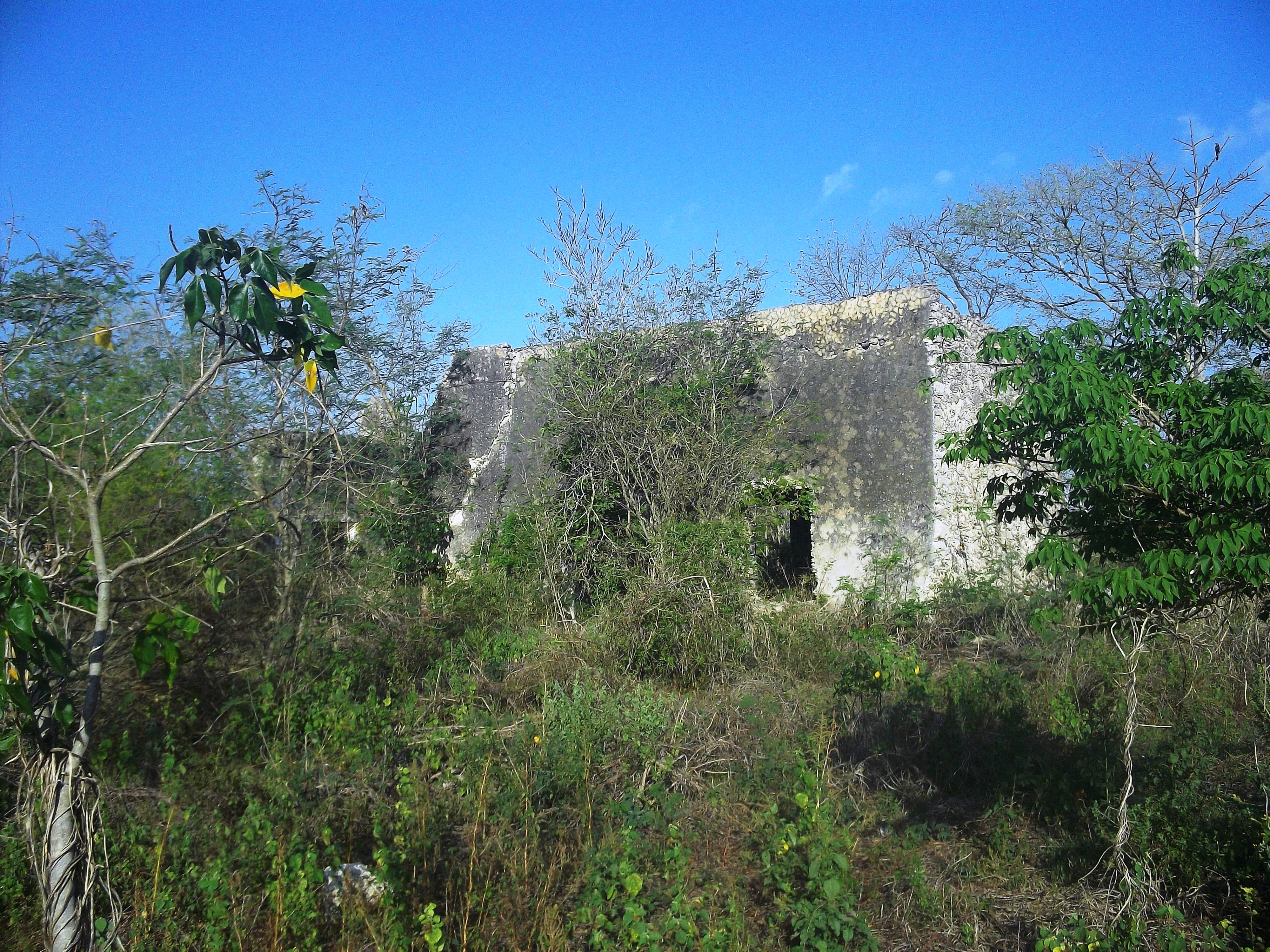
Vista de la hacienda Cancabchén Casares.
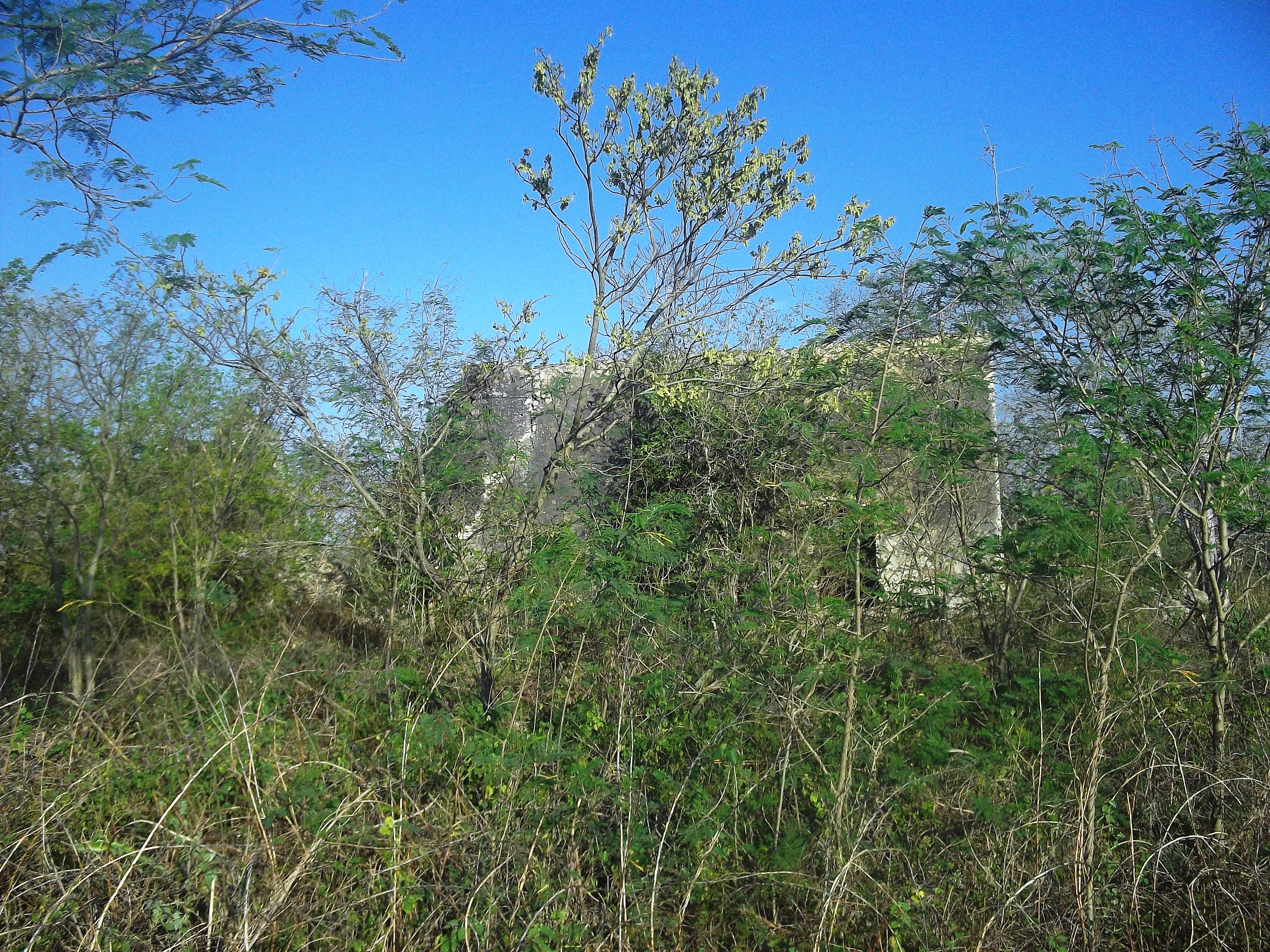
Vista de la hacienda Cancabchén Casares.
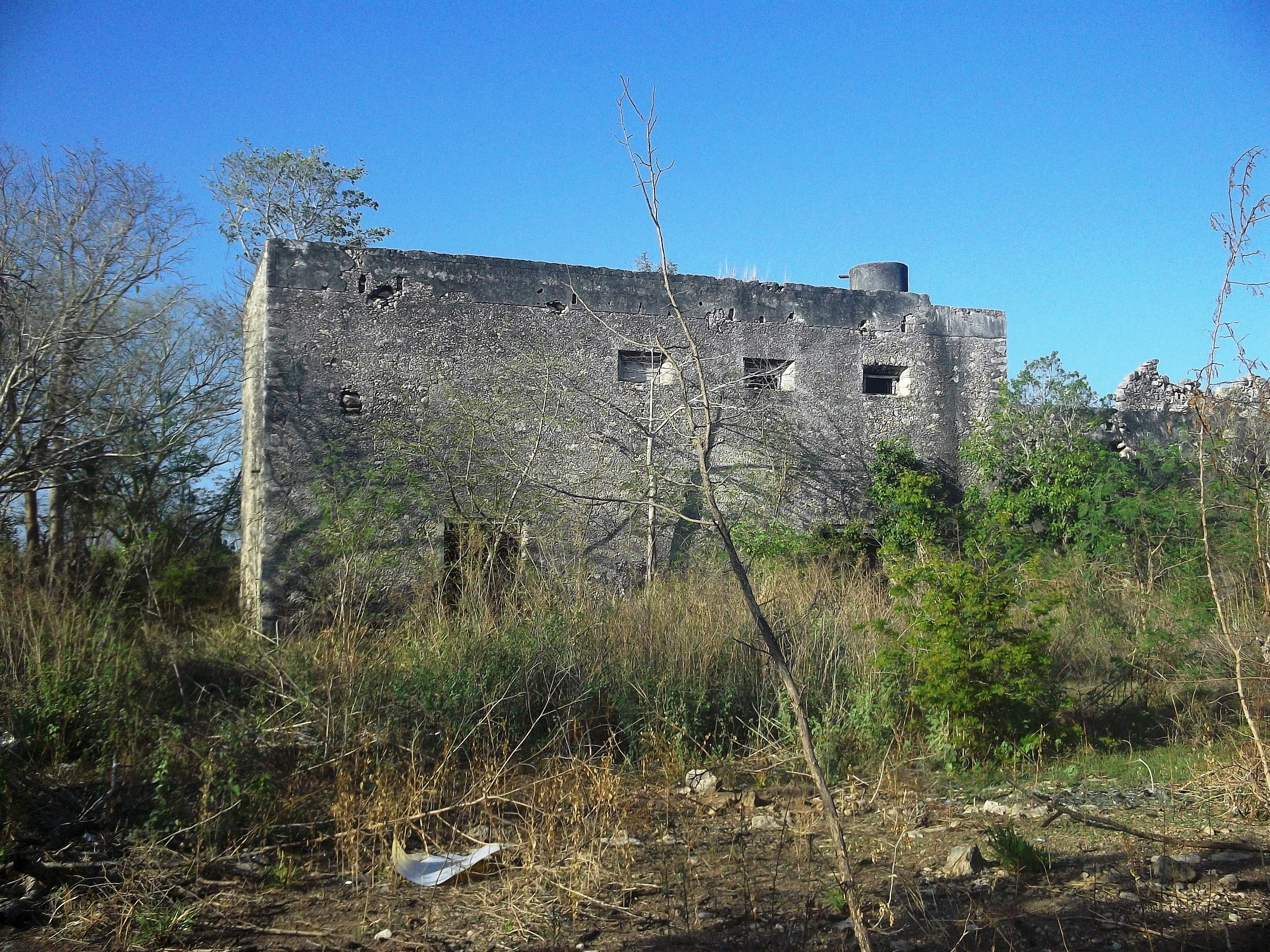
Vista de la hacienda Cancabchén Casares.
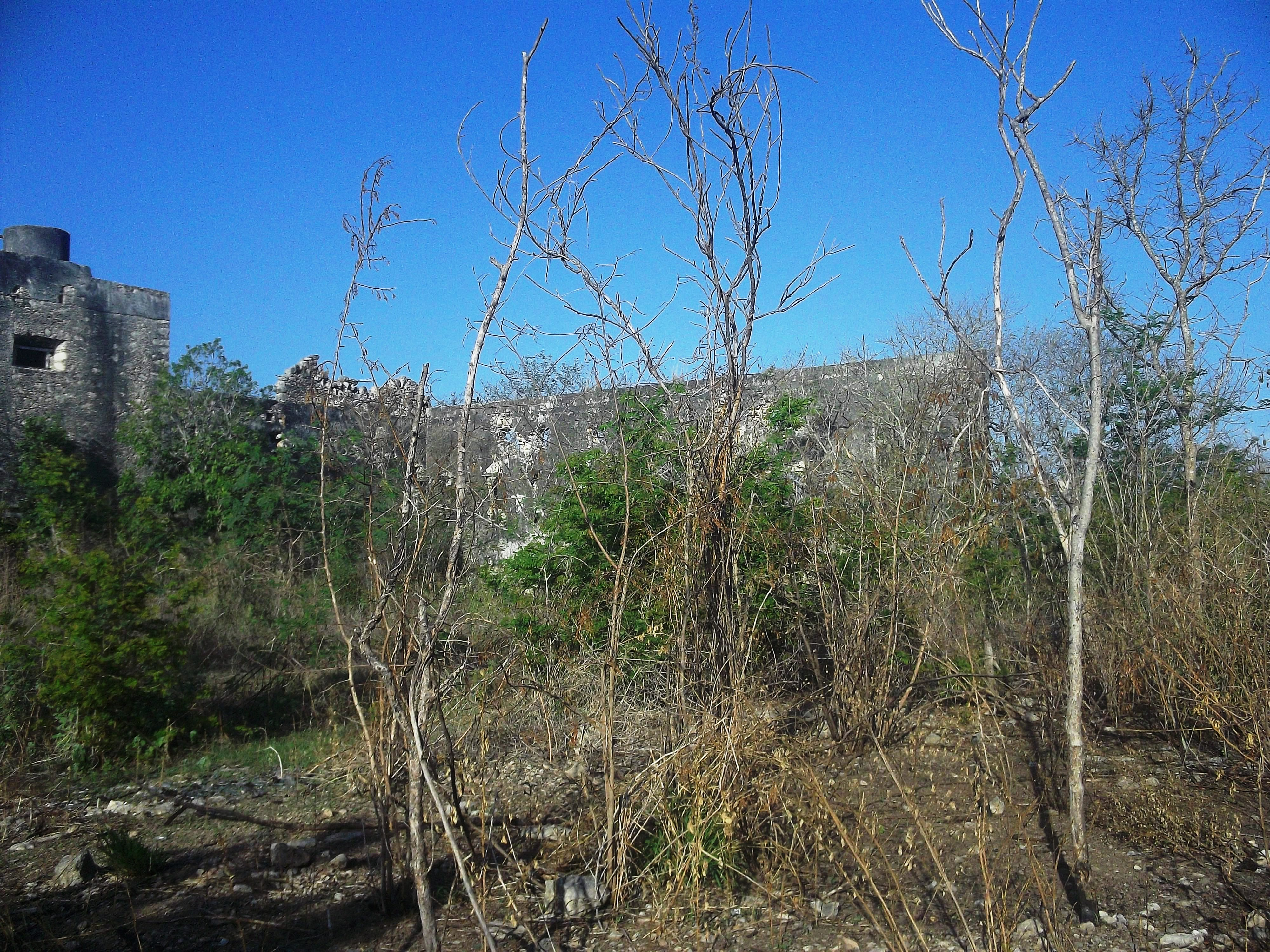
Vista de la hacienda Cancabchén Casares.
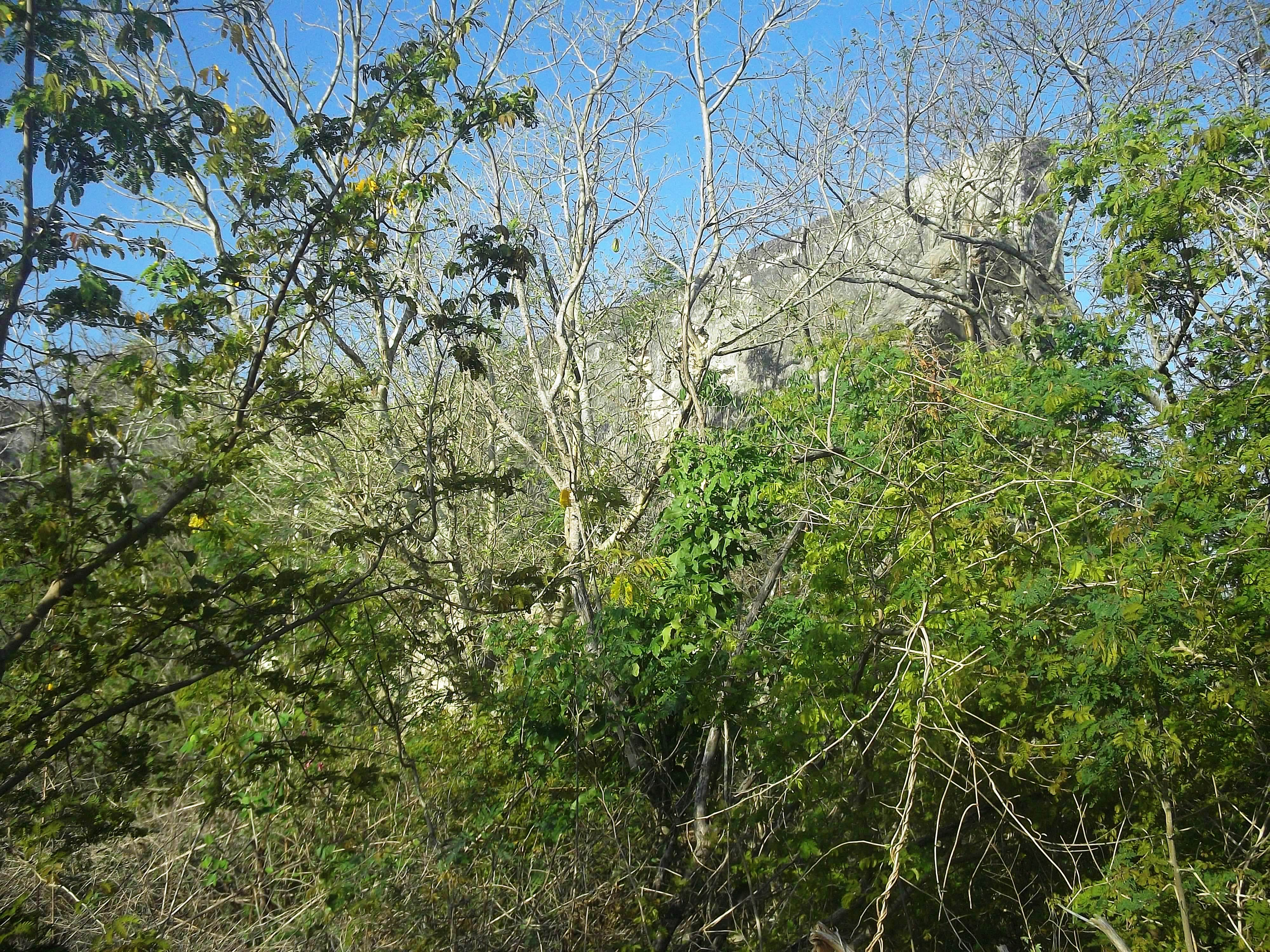
Vista de la hacienda Cancabchén Casares.